# Alter Friedhof (Wurzen)

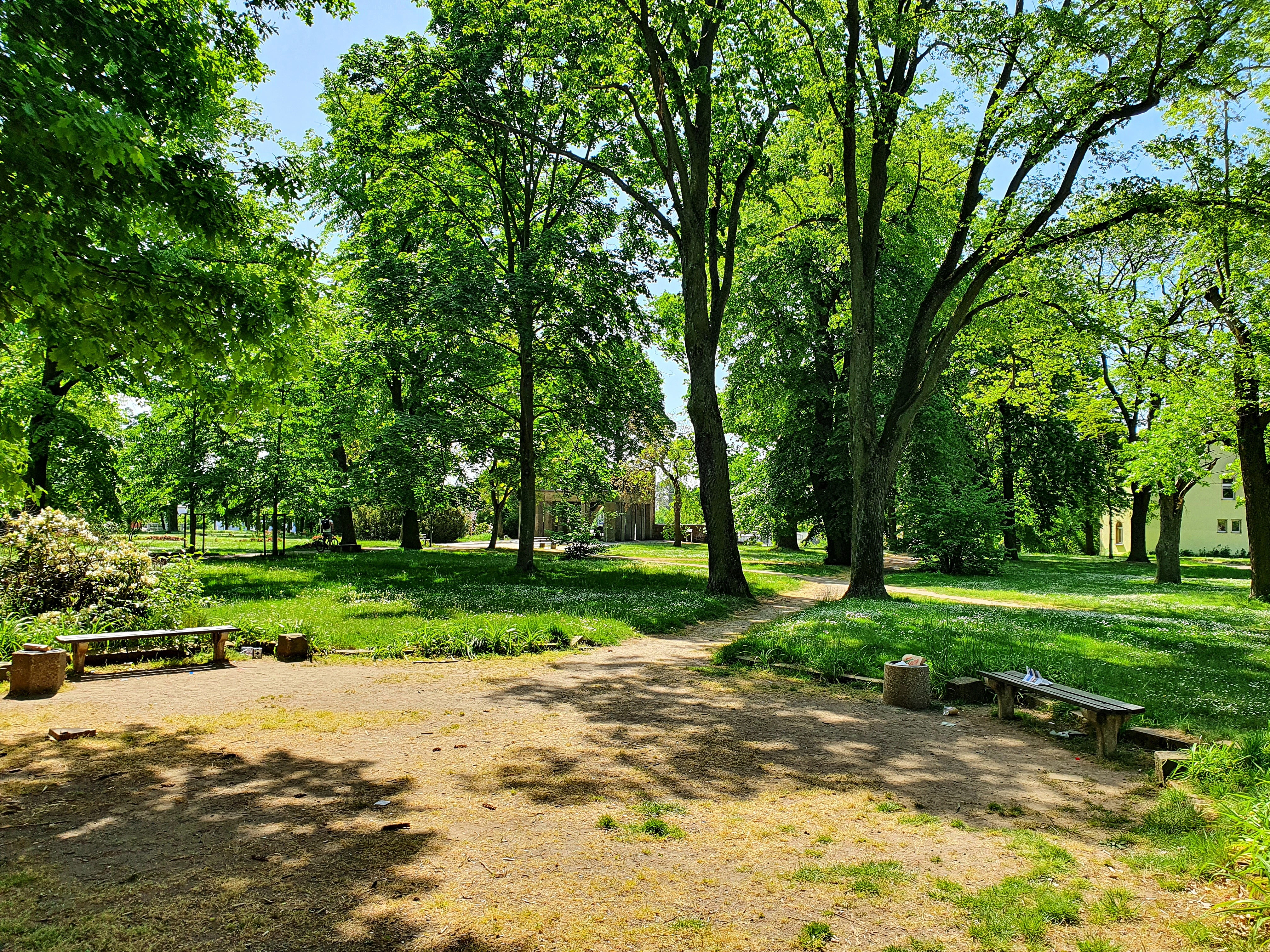
Parkansicht Alter Friedhof (Wurzen)

Die Parkanlage Alter Friedhof in der nordsächsischen Stadt Wurzen, Landkreis Leipzig ist in ihrer Gesamtheit ein Kulturdenkmal im Freistaat Sachsen mit mehreren Einzeldenkmalen. Der nach 1975 zum Park umgestaltete ehemalige Friedhof bildet zusammen mit dem Gefallenendenkmal und dem zum Park gehörenden Bahnhofsvorplatz den Übergang vom Bahnhof im Süden zur Historischen Altstadt im Norden und ist künstlerisch, ortsgeschichtlich und gartenbaulich von Bedeutung.

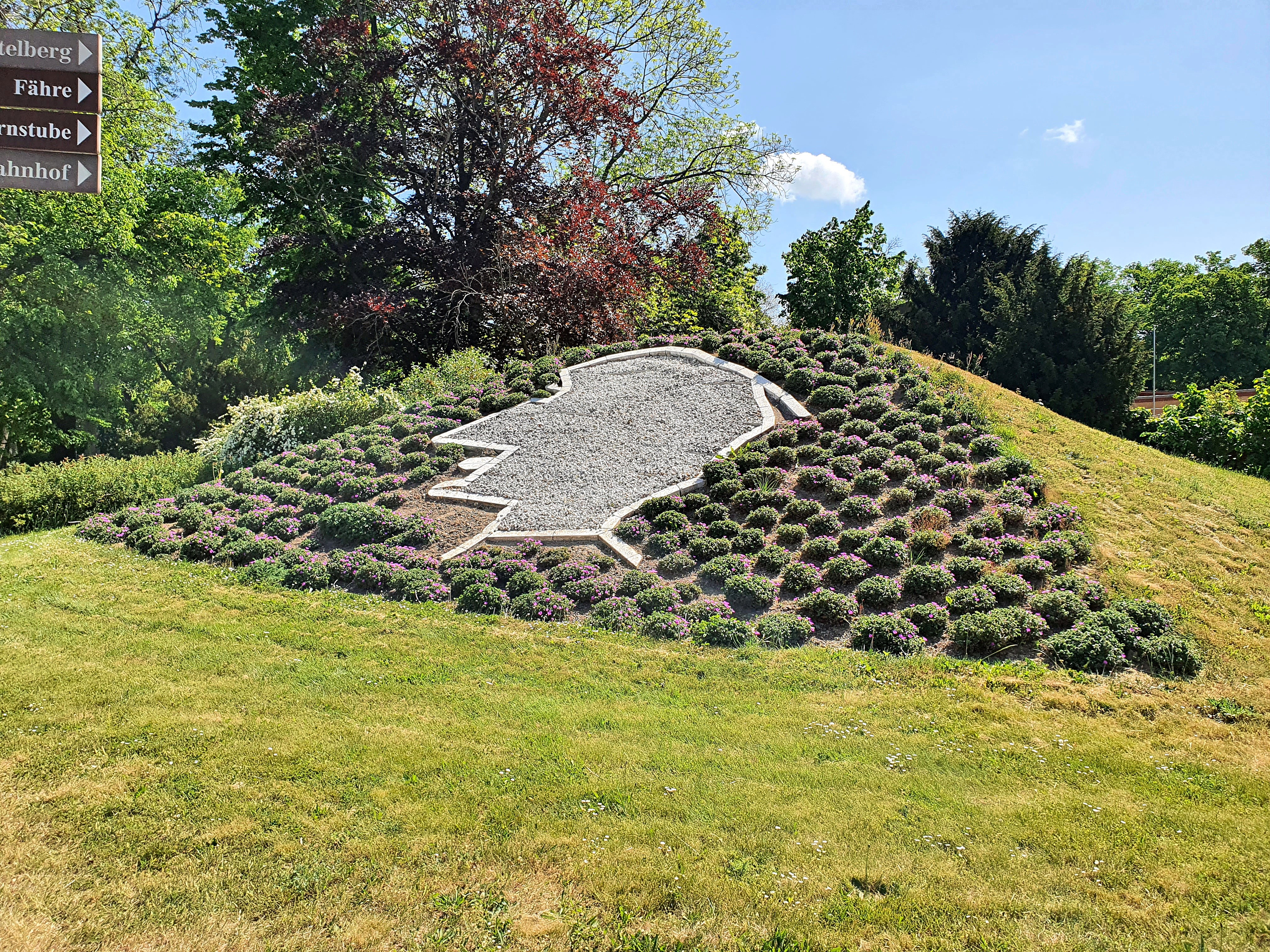
Ringelnatz-Hügel in Wurzen

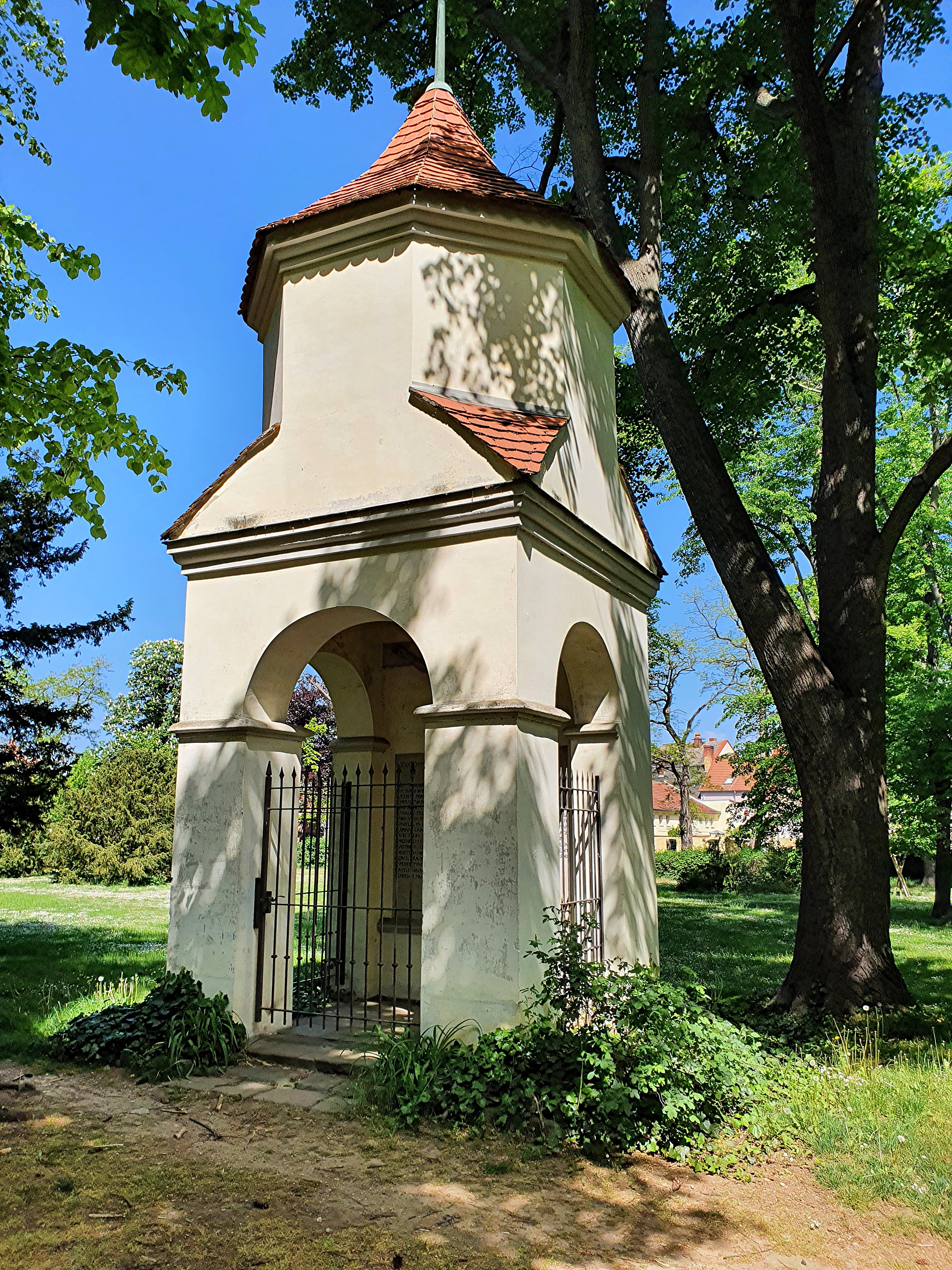
Pesthäuschen (Wurzen)

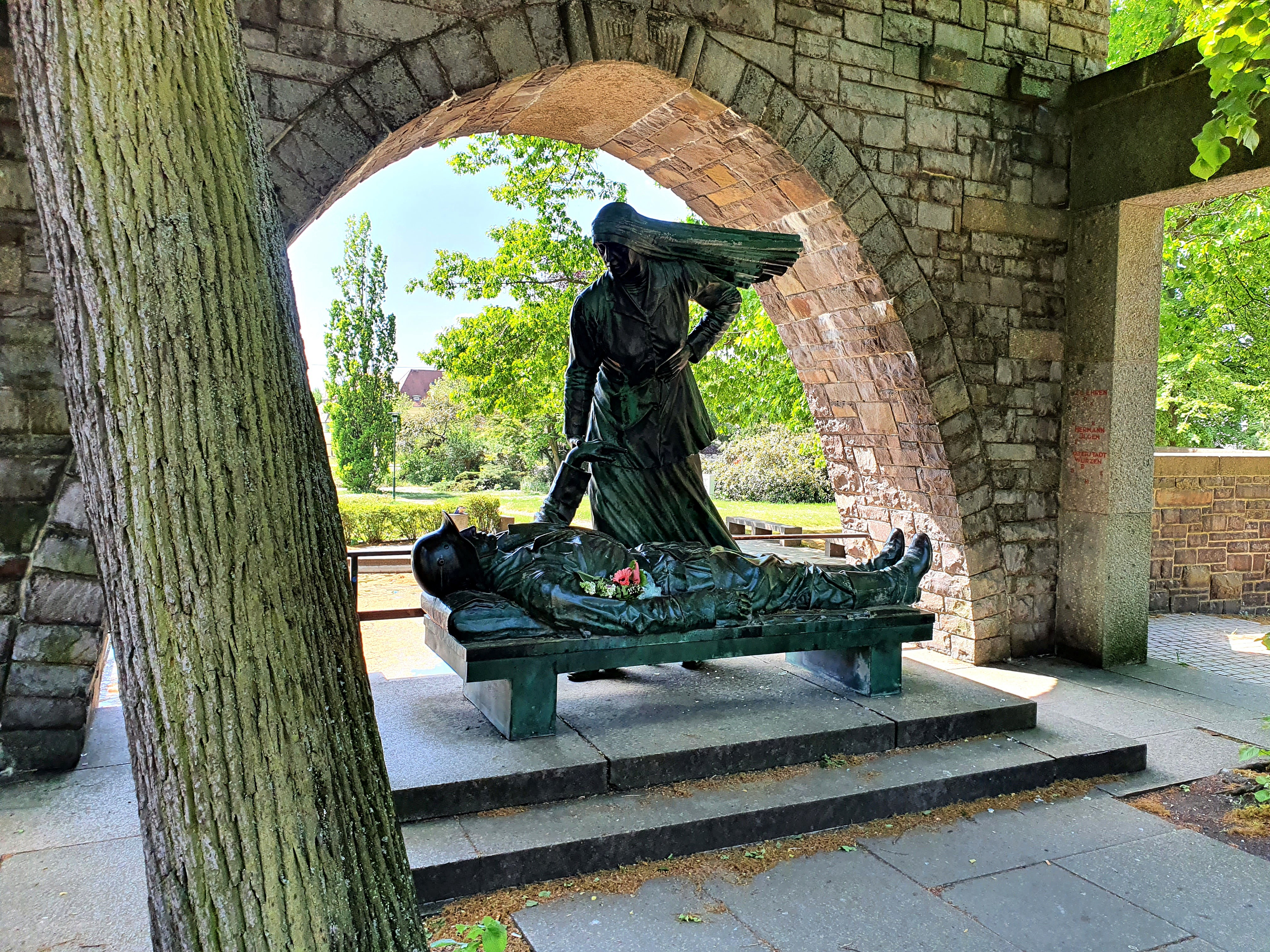
Skulpturengruppe am Gefallenendenkmal

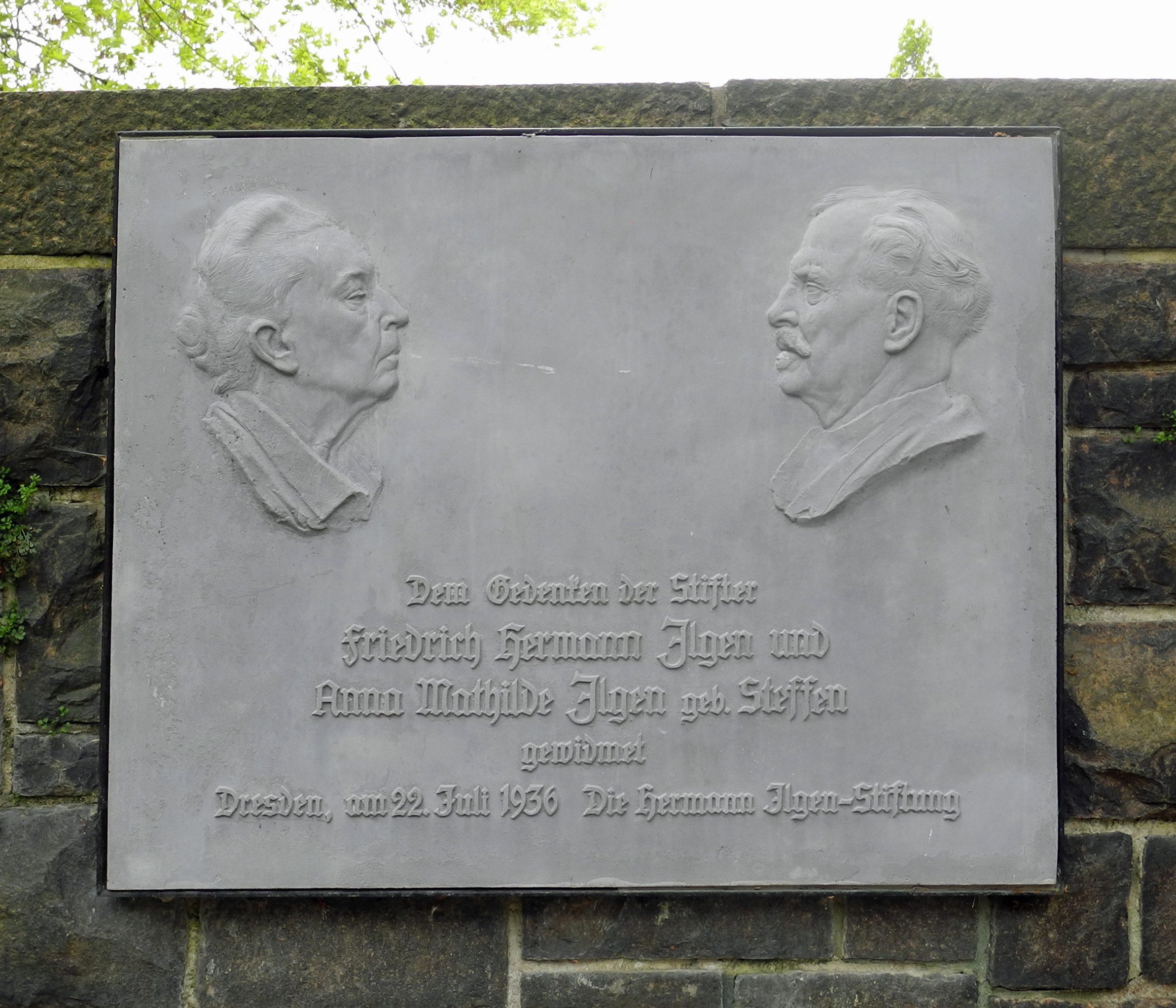
Stiftertafel am Gefallenendenkmal

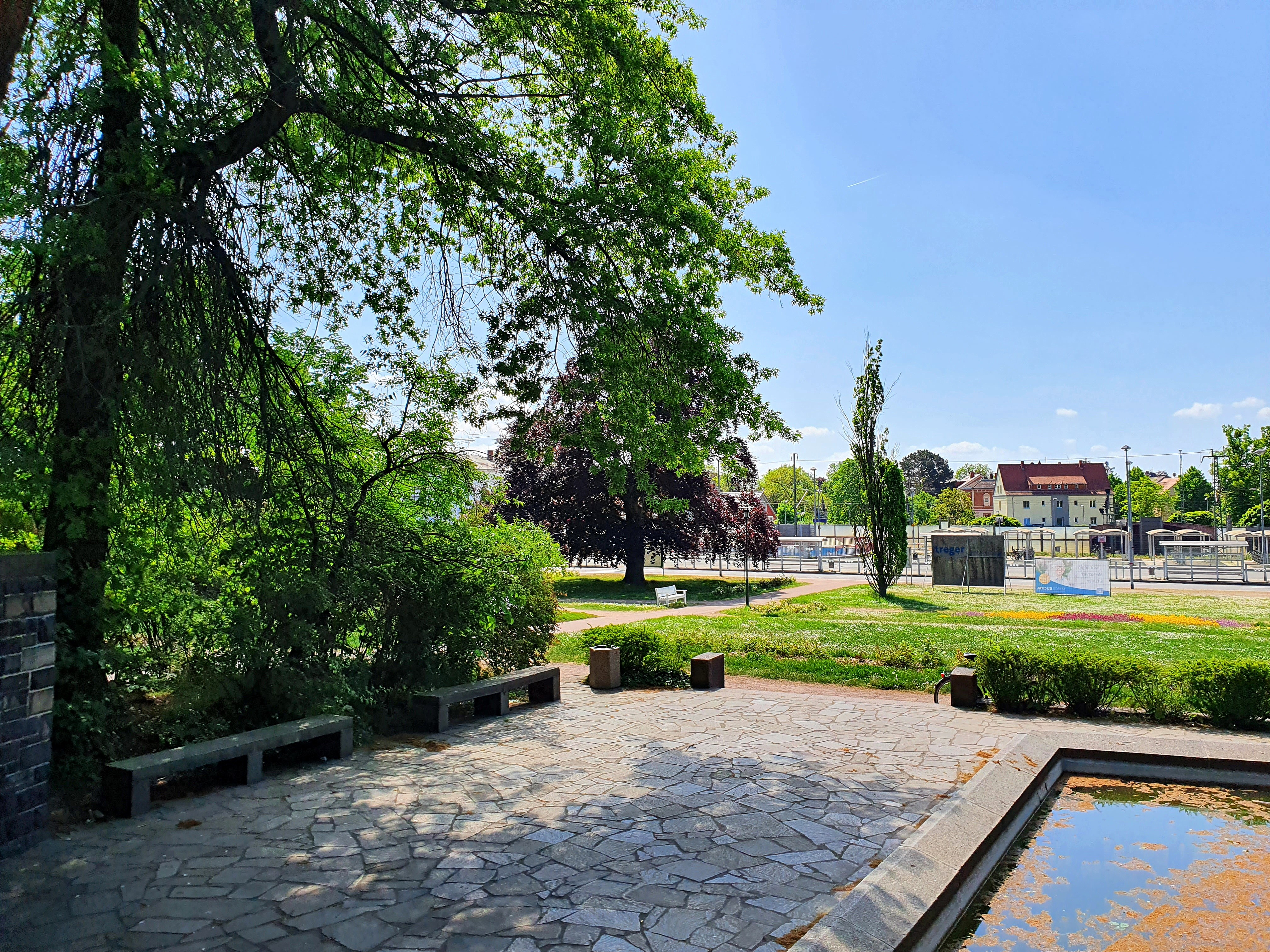
Blick auf den Bahnhofsvorplatz

## Lage und Gliederung
Die heutige ca. 2,8 ha große Parkanlage befindet sich direkt nördlich des Bahnhofs und wird im Norden von der Beethovenstraße und der Dresdner Straße begrenzt und im Osten von der Hermann-Ilgen-Straße sowie im Westen von der Bahnhofstraße.
Deutlich erkennbar sind noch die wahrscheinlich im 17. und 18. Jahrhundert symmetrisch angelegten Friedhofswege, wie z. B. der in Nord-Süd-Richtung verlaufende Mittelachsenweg, welcher vom nördlichen Ausgang (⊙) neben dem ehemaligen Siechhaus an der Zimmermannskreuzung direkt zum zentralen Platz am Gefallenendenkmal führt, von wo sich die Wege auf die südlichen Zugänge zur Bahnhofstraße am alten Postamt (⊙), zum Bahnhofsplatz (⊙) oder zur Hermann-Ilgen-Straße (⊙) verteilen. Sowie die in Ost-West-Richtung parallel verlaufenden Querwege, wie z. B. der Nördliche entlang den Resten der nördlichen Friedhofseinfriedung an der Beethovenstraße, der heute vom nordwestlichen Zugang (⊙) an der Bahnhofstraße neben dem Ringelnatz-Hügel zum nach 2011 neu angelegten Spielplatz im Nordosten des Parks führt oder dem Mittel-Querweg, welcher von den ehemaligen Vogel-Volieren im Westen zum östlichen Ausgang neben Haus Hermann-Ilgen-Str.18 (⊙) führt.
Die Parkanlage gliedert sich heute in 3 Teile:
- den nördlichen Teil mit Friedhofsmauer, Ringelnatz-Hügel, Pesthäuschen und Baumallee
- den mittleren Teil mit dem Gefallenendenkmal, Wasserbecken und dem ehemaligen Soldatenwinkel
- und dem südlichen parkähnlich gestalteten Bahnhofsvorplatz.

## Geschichte
Die Geschichte des ehemaligen Friedhofs geht auf das Jahr 1548 zurück, wo er als sog. Gottesacker direkt neben dem damaligen Johannishospital im Nordwesten des heutigen Areals angelegt wurde, da der Platz auf dem Jacobs- und Wenceslaikirchhof (neben Wenceslaikirche) nicht mehr ausreichte. In diesem Zusammenhang wurde auch die Heiliggeist-Kirche (⊙) errichtet, welche 1976 komplett abgebrochen wurde. Bereits 1598 wurde der Friedhof über die Weichbildgrenze der Stadt (heute noch in Ost-West-Richtung auf Höhe des 1687 errichteten Pesthäuschen erkennbar) hinaus nach Süden erweitert und erstreckte sich nach mehrfachen Erweiterungen zum Ende des 19. Jahrhunderts bis zum sog. Soldatenwinkel (wo von 1806 bis 1815, die in den Wurzener Lazaretten verstorbenen Soldaten beerdigt wurden) nahe dem östlichen Ausgang zur Hermann-Ilgen-Straße. Neben dem nördlichen Ausgang wurde 1726 - 1727 ein Siechhaus errichtet, welches heute nur noch als Ruine erkennbar ist (⊙).
Das neben der ehemaligen Heiliggeistkirche 1687 errichtete Pesthäuschen wurde an der Stelle der Massengräber der Pestopfer von 1607 erbaut und 1999 dank Unterstützung des Wurzener Ehrenbürgers Hans Imhoff saniert und bildet heute zusammen mit der alten Baumallee am Mittelweg den gartenbaulichen Mittelpunkt im Nordteil.
Obwohl bereits 1887 der Neue Friedhof an der Dresdner Straße angelegt wurde, fanden noch bis 1948 Bestattungen auf dem Gelände statt. Durch den zunehmenden Verfall der Grabstätten gab die Kirchengemeinde 1975 den Friedhof in städtischen Besitz, wonach der Umbau zur Parkanlage unter Einbeziehung des südlich gelegenen Gefallenendenkmals (1929/1930 errichtet) und des bereits von 1923 bis 1925 neu gestalteten Parks am Bahnhofsvorplatz begann. Dabei wurden auch die Reste der Gräber im Soldatenwinkel beseitigt, welche seit 2015 durch Heckenbepflanzung wieder kenntlich gemacht wurden. Die nach 1976 im Westteil an der Rückseite der Gebäude an der Bahnhofstraße angelegten ehemaligen Vogelvolieren (⊙) wurden nach 2015 wegen zunehmenden Verfalls entfernt.
Der 2012 im Rahmen des Wettbewerbs „Entente Florale“ im Nordwesten angelegte Ringelnatz-Hügel und der im Nordosten errichtete Spielplatz, sowie eine Trimm-Dich-Pfad sind weitere Elemente des Parks, welche im Zuge der Neugestaltung die Nachnutzung des Parks als Naherholungsziel aufwerten sollen.

## Bestandteile und Einzeldenkmale
- Reste der alten Friedhofsmauern (1548)
  - glasierte Ziegelmauer am nordwestlichen Zugang
  - links und rechts direkt am Kriegerdenkmal
  - an den Grundstücksgrenzen zur Hermann-Ilgen-Straße im Osten (⊙)
  - Phorphyrmauer im Norden (angrenzende Beethovenstraße) und Nordausgang mit Torsäulen (um 1933)
- Pesthäuschen (⊙, 1687 erbaut und 1999 saniert)
  - vormals 1611 als Holzbau errichtet
  - 1687 als barockes turmartiges Gebäude erbaut
  - Baldachinanlage mit Kruzifixus und Inschrifttafeln
  - 1986 renoviert und 1999 mit Unterstützung Hans Imhoff saniert
- Siechhaus (1726 - 1727 im Nordosten errichtet, nur als Ruine erhalten)
- Soldatenwinkel (⊙, 1806–1815 angelegt)
  - um 1928 bei Umbau beseitigt
  - 2015 als Heckenbepflanzung neu markiert
- Bahnhofsvorplatz (⊙, 1923–1925)
  - ursprünglich als repräsentative Schmuckanlage angelegt
  - nach 2010 umgestaltet und tw. neu bepflanzt unter Einbeziehung der Altgehölze
- Gefallenendenkmal (1929/1930 aus Mitteln der Hermann-Ilgen-Stiftung)
  - offene Trauerhalle mit Pfeilern und Architrav nach Entwürfen des Architekten Oswin Hempel und des Bildhauers Arthur Lange
  - Skulpturengruppe (⊙) des Bildhauers Georg Wrba, Stiftertafel und Weihinschrift
  - auf den Pfeilerinnenseiten (⊙) Namenslisten der Gefallenen 1914 bis 1918
  - Wasserbecken (⊙, um 1930 mit seitlichen Steinbänken)
- Spielplatz (⊙, nach 2011) und Trimm-Dich-Pfad (2015)[6]
- Ringelnatz-Hügel (⊙, 2012 im Rahmen des Wettbewerbs „Entente Florale“ angelegt)
- Vegetation und Gehölze:
  - um 1870 Baumallee aus Sommer- und Winter-Linden (Tilia platiphyllos und Tilia cordata) am Mittelweg (⊙)
  - Original-Gehölze aus der Entstehungszeit darunter:
    - zwei Blutbuchen (Fagus sylvatica f. purpurea) auf Bahnhofsvorplatz (⊙, ⊙)
    - zwei Säulen-Eichen (Quercus robur Fastigiata) am Kriegerdenkmal (⊙, ⊙)
    - sowie versetzte stehende Blau-Fichten (Picea pungens Glauca) und Douglasien (Pseudotsuga menziesii)
    - zwei besondere Naturdenkmale im Nordteil – Vogelklauen-Ahorn (⊙, ⊙, siehe )

## Parkimpressionen

Nordteil mit Pesthäuschen, Spielplatz und Soldatenwinkel
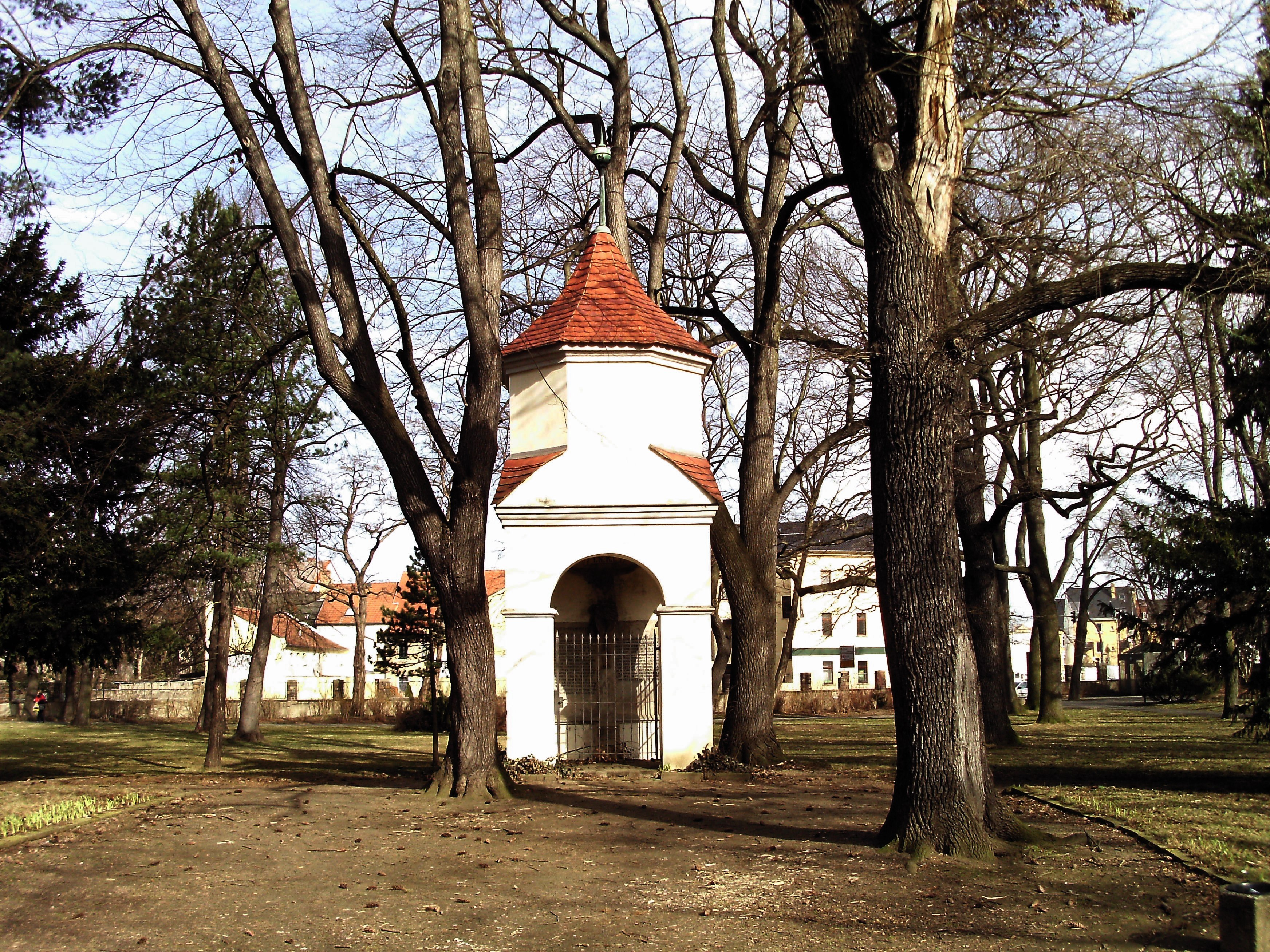
Frontansicht
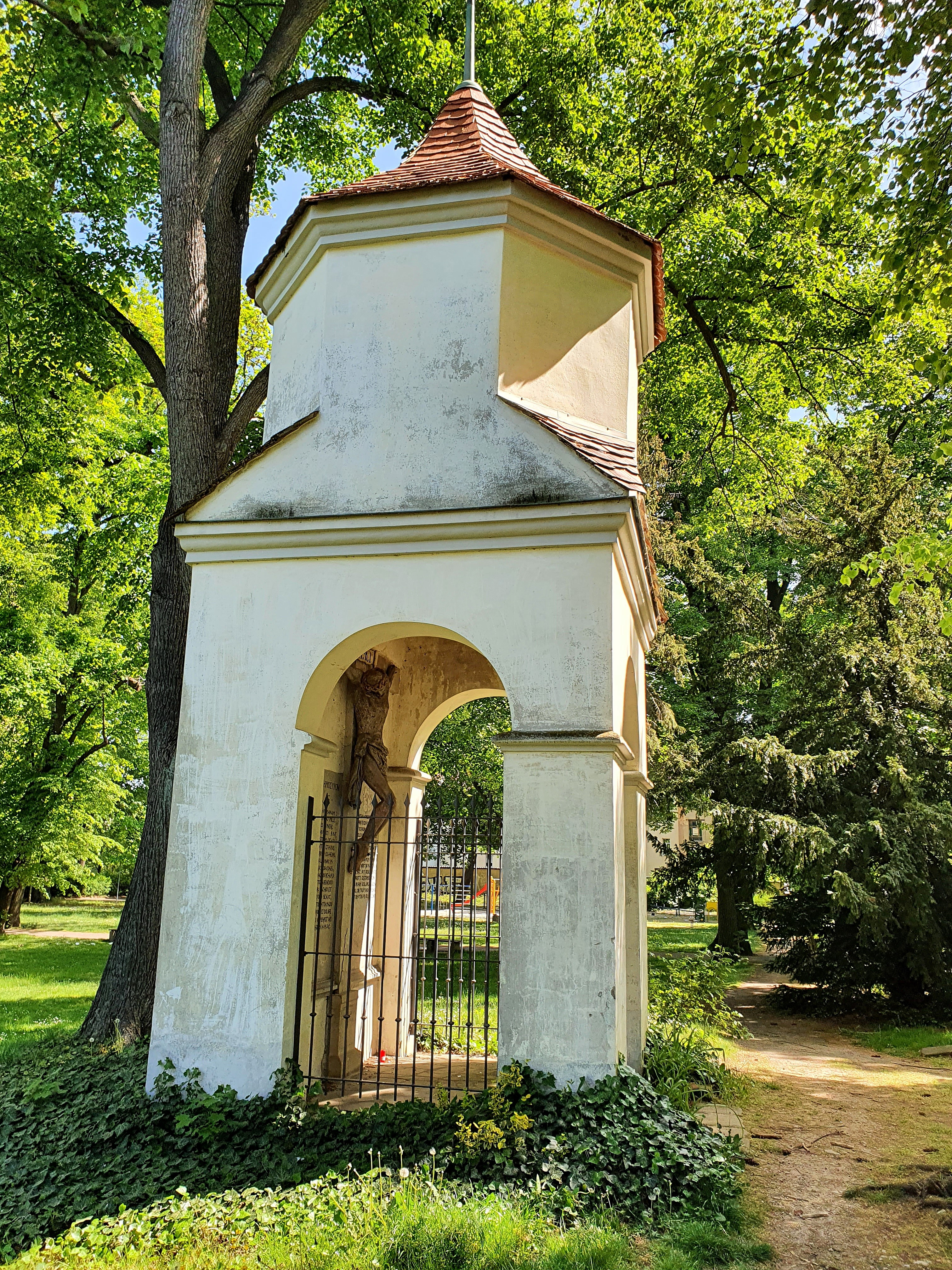
Seitenansicht
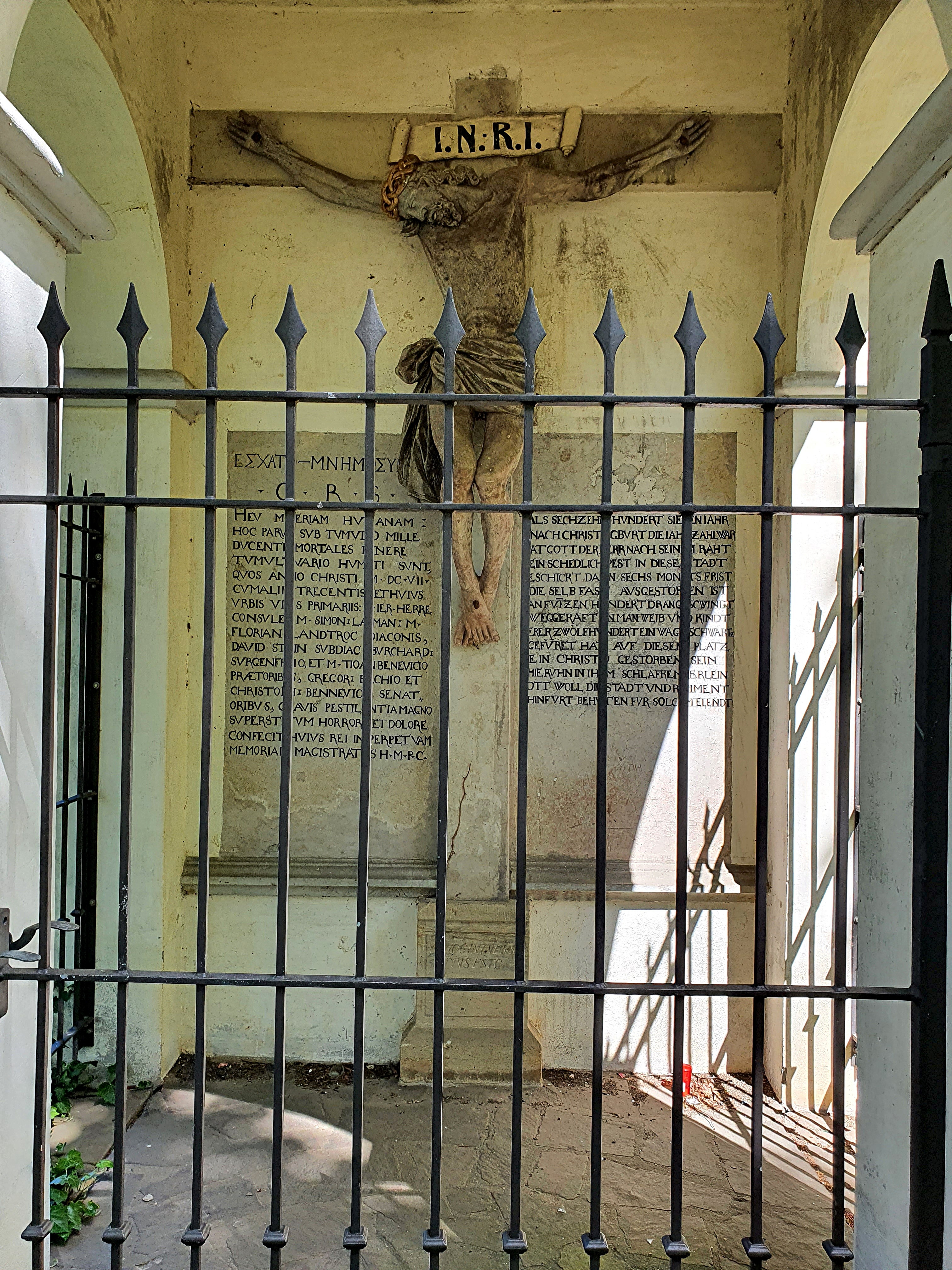
Innenansicht
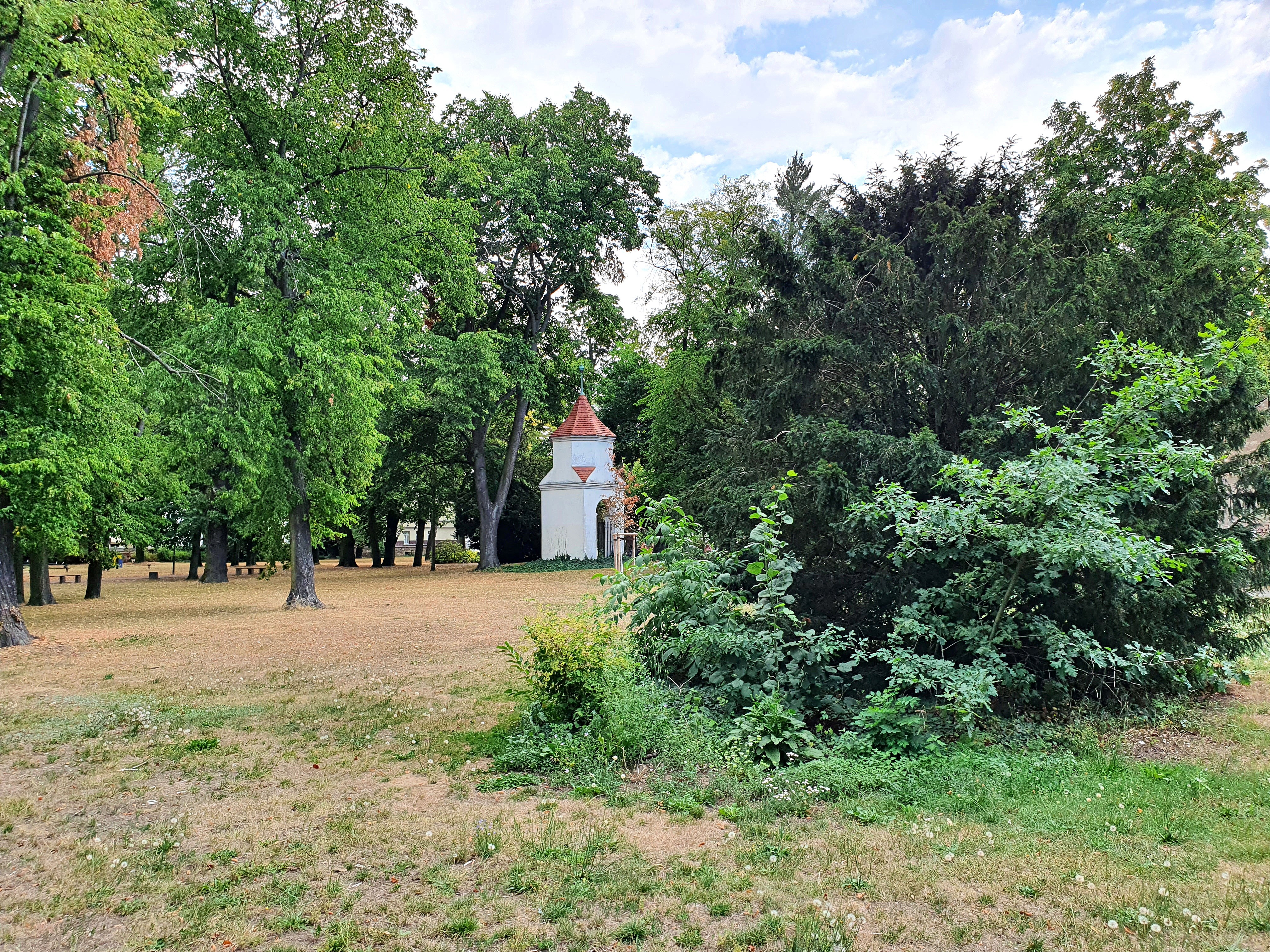
Standort Heiliggeist-Kirche
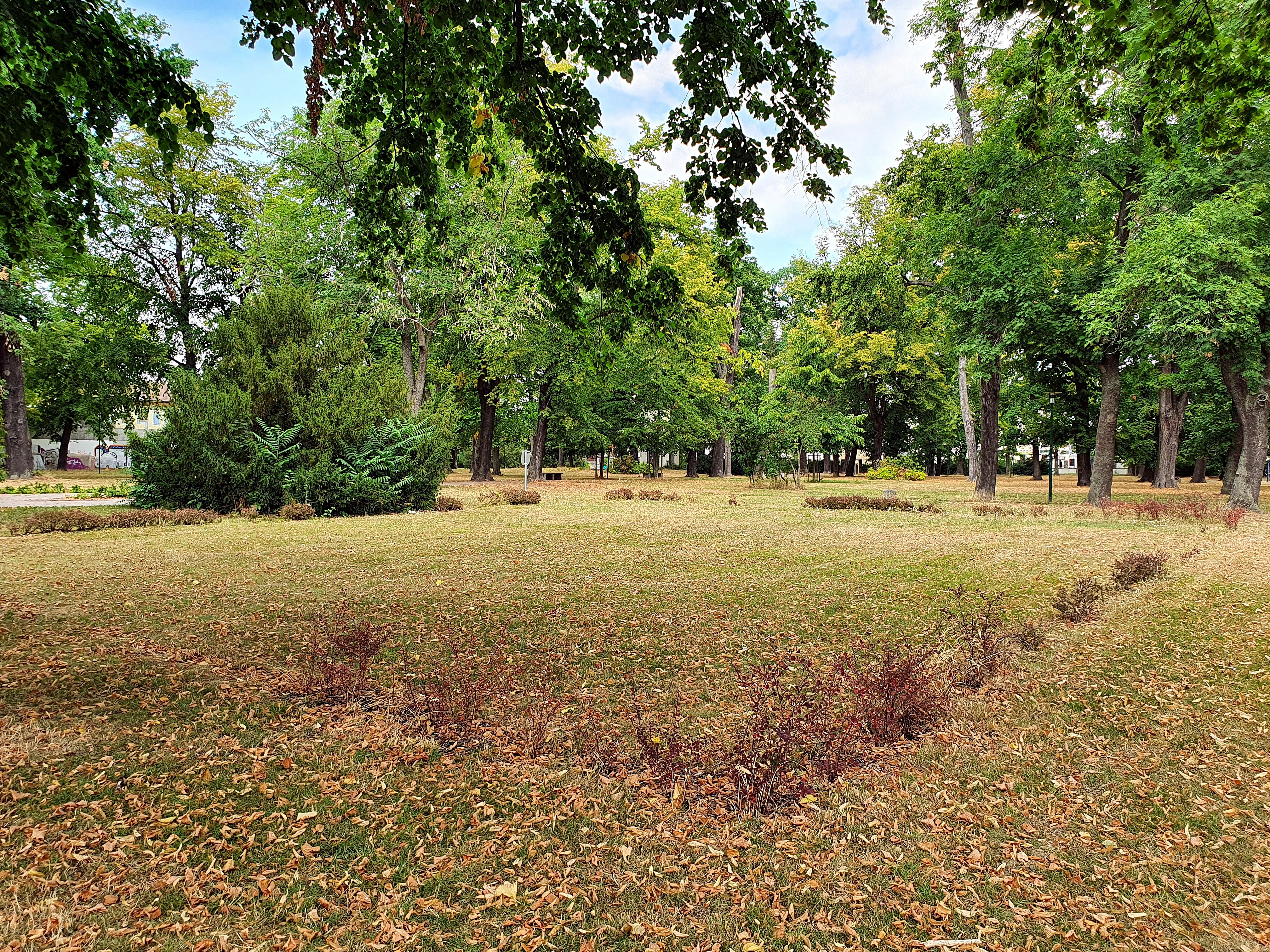
Soldatenwinkel
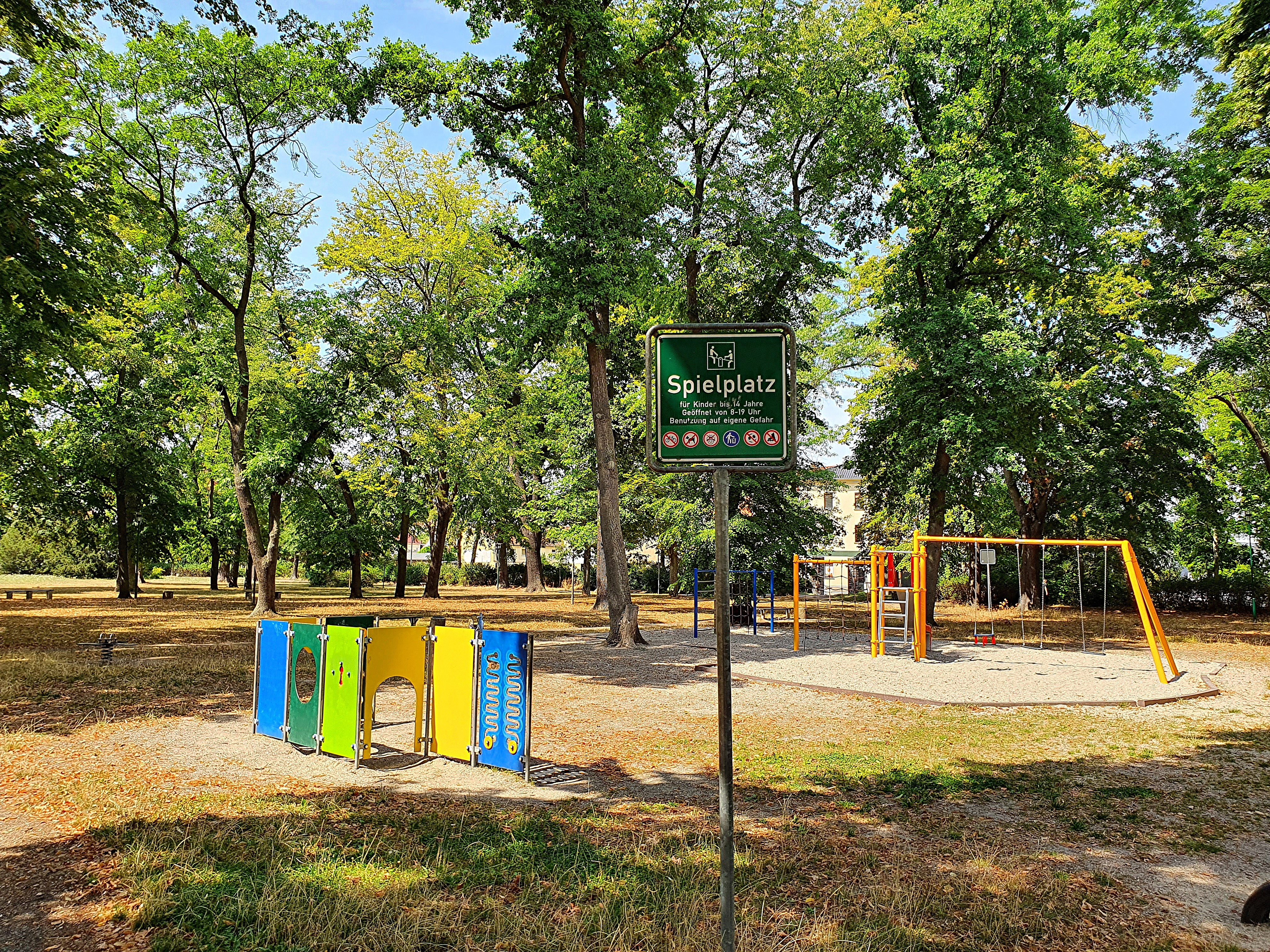
Spielplatz

Gefallenendenkmal
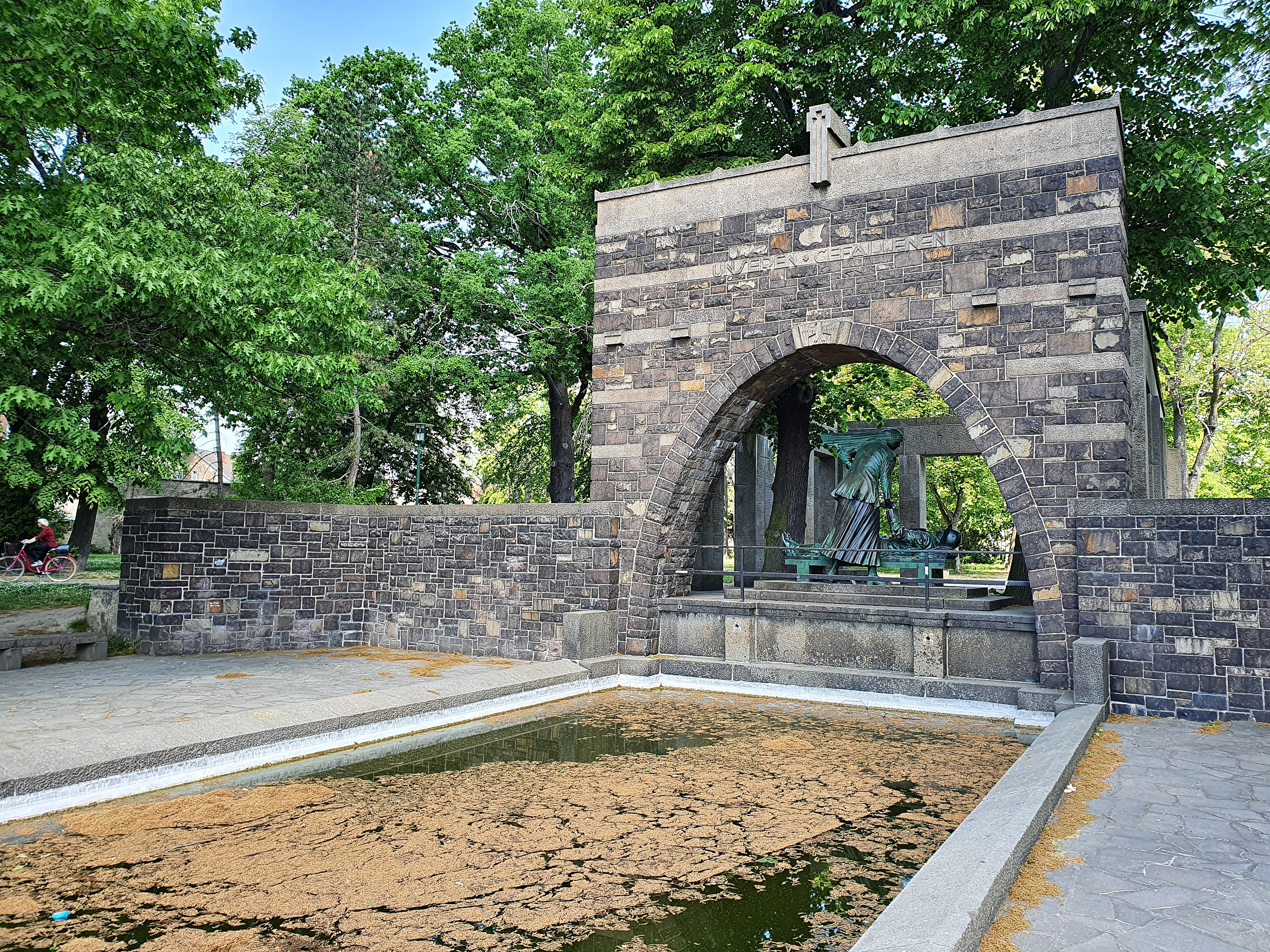
Ansicht mit Wasserbecken
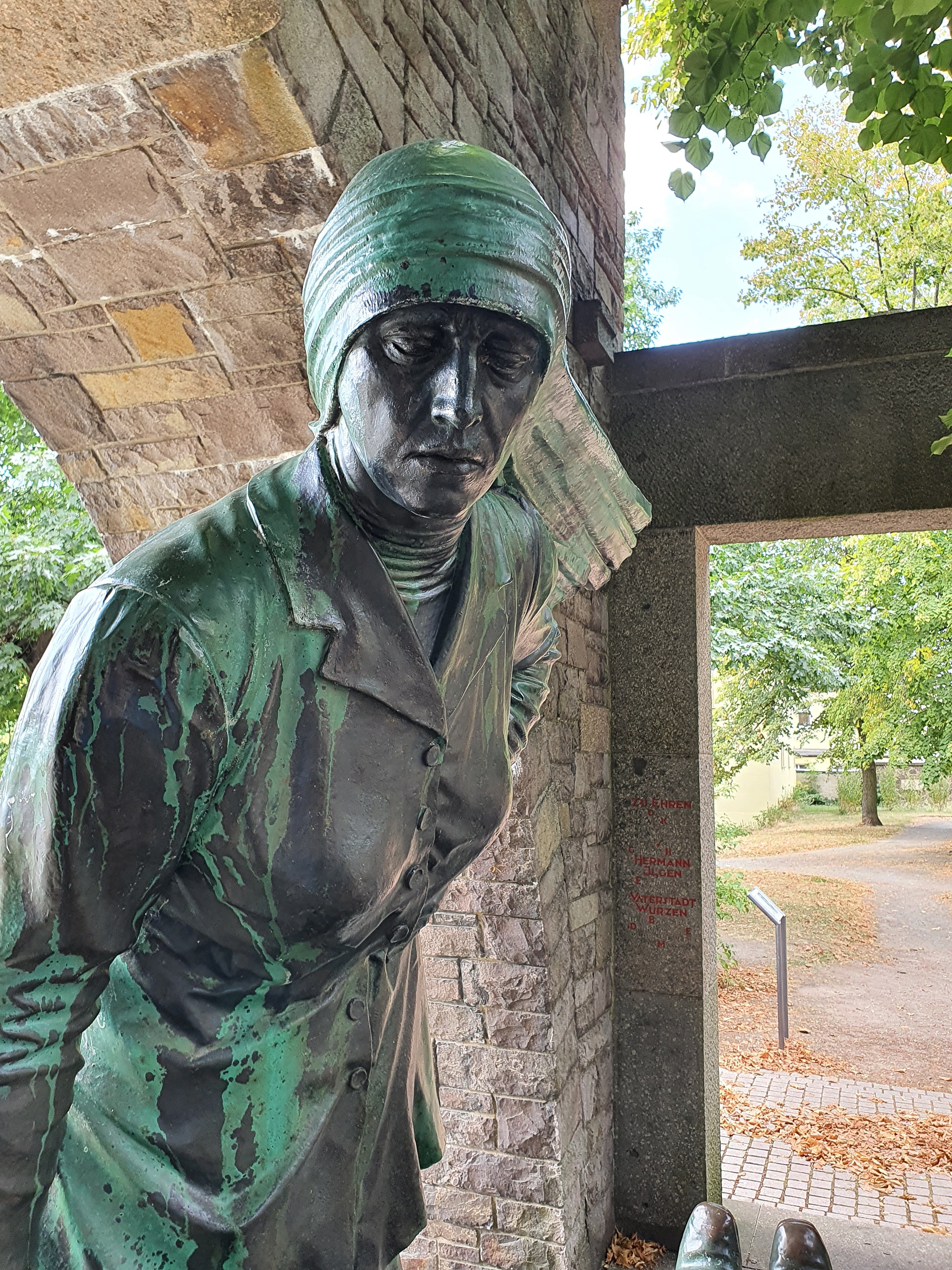
Elsa Brändström-Bildnis
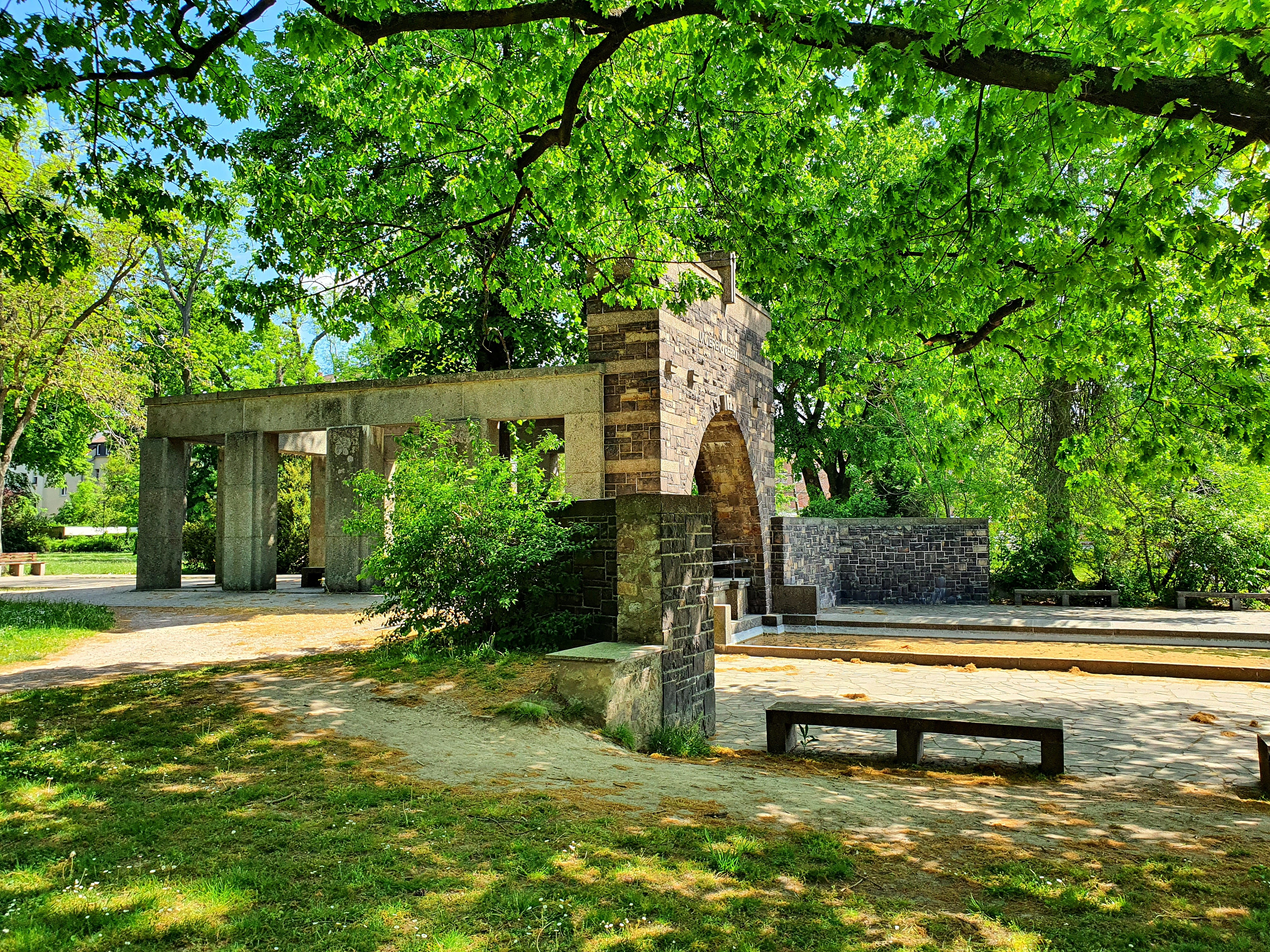
Seitliche Ansicht
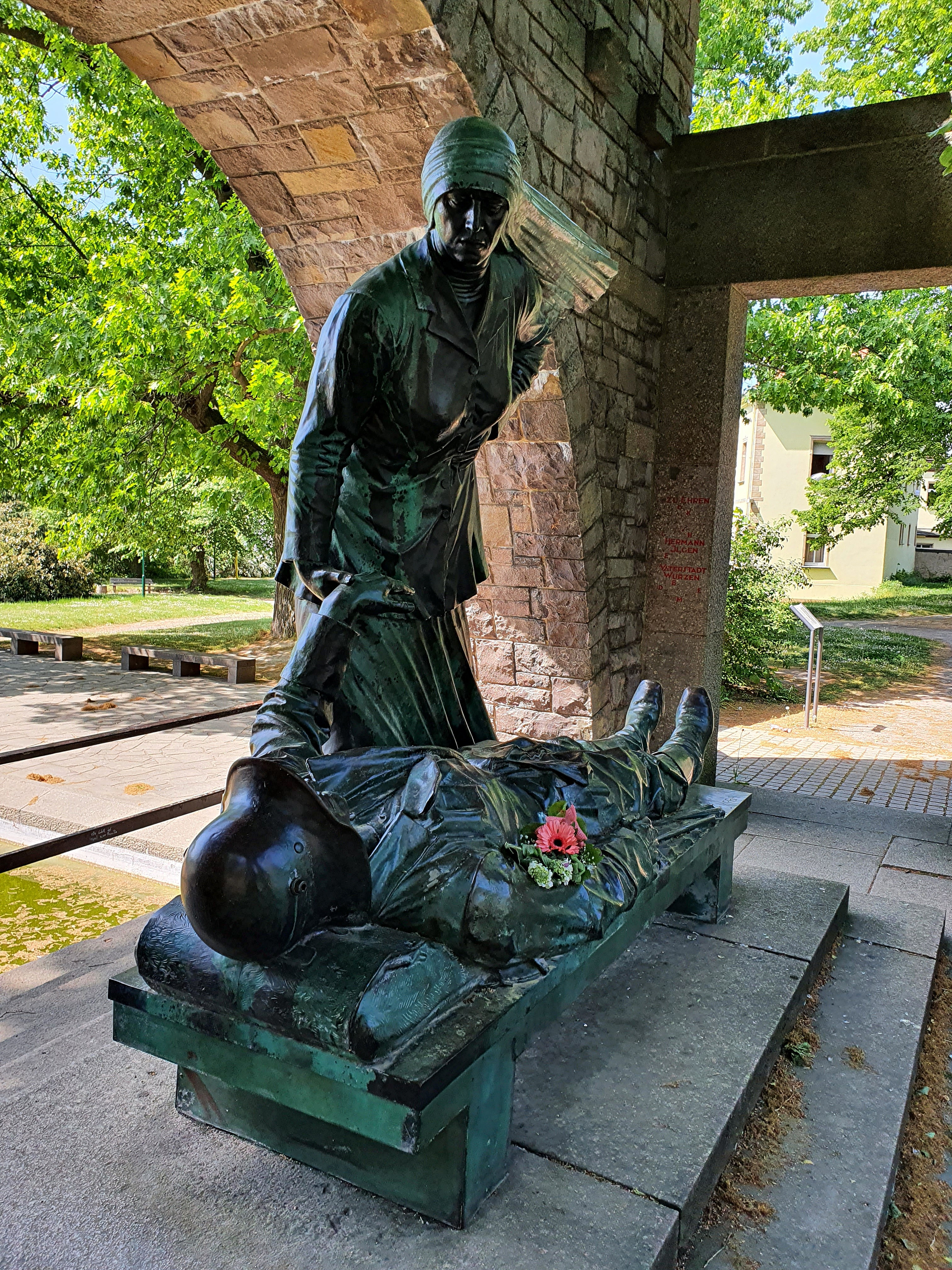
Skulpturengruppe
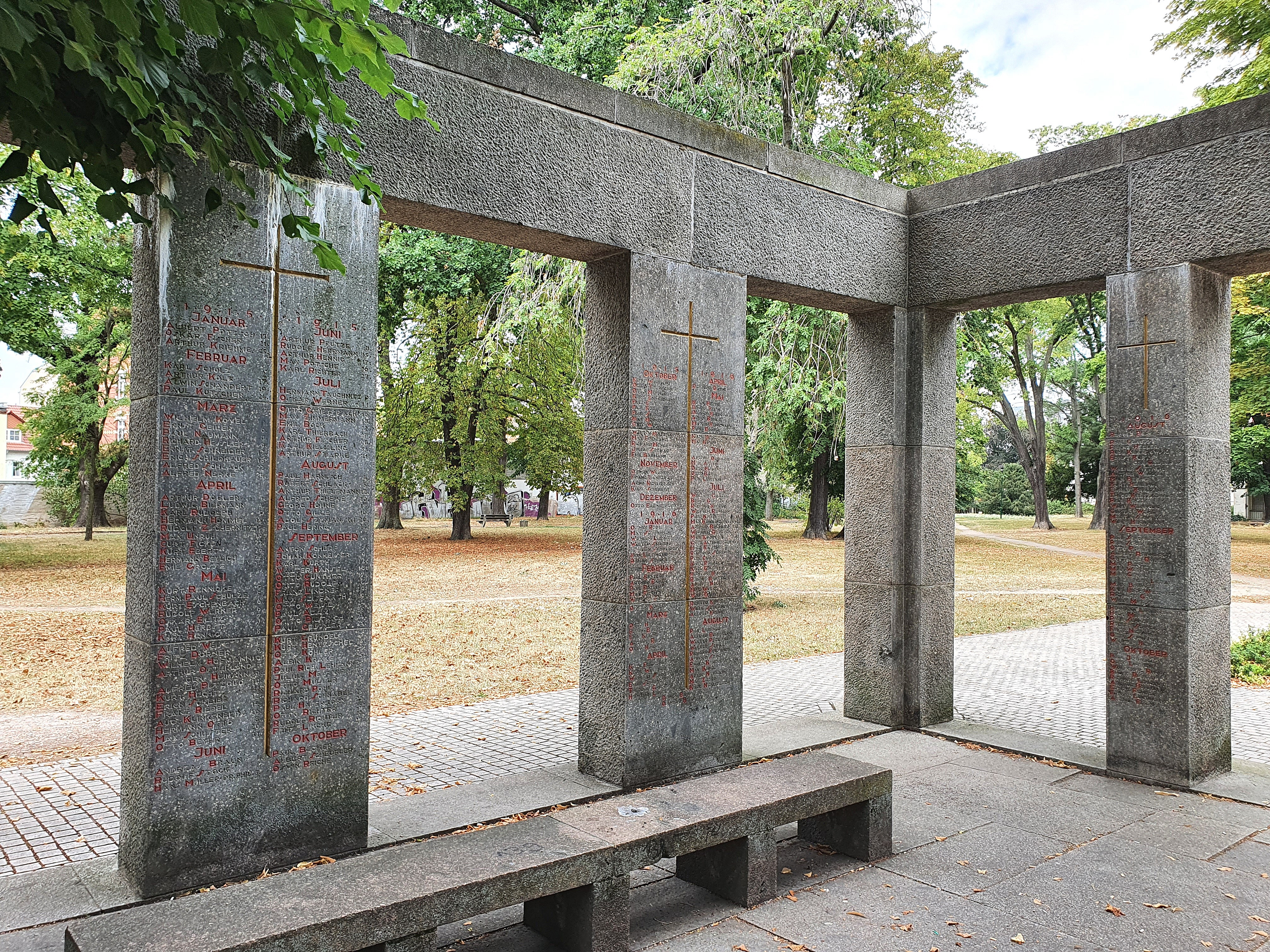
Westliche Pfeilerinschriften
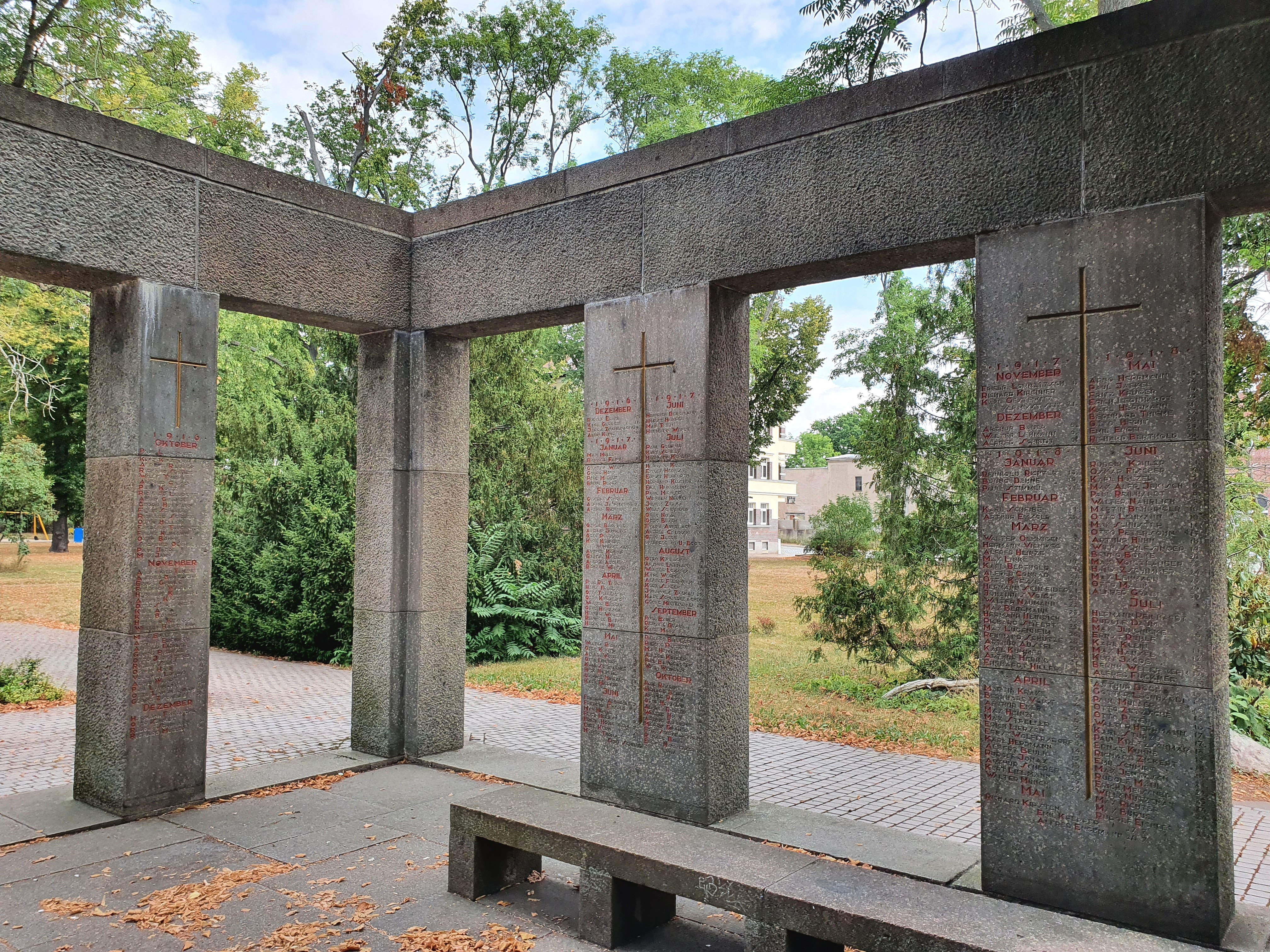
Östliche Pfeilerinschriften

Bahnhofsvorplatz
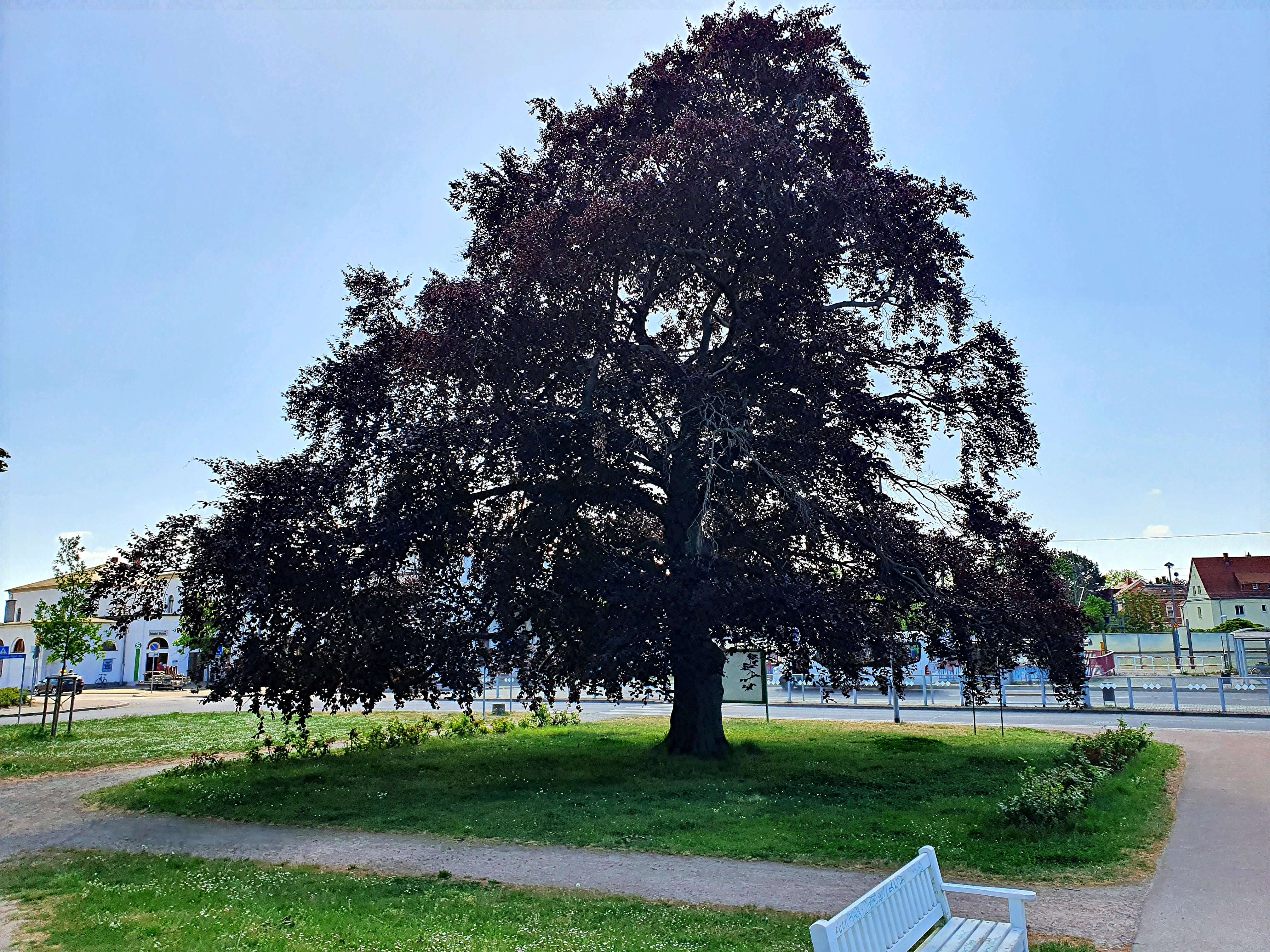
Östliche Blutbuche am Bahnhofsvorplatz
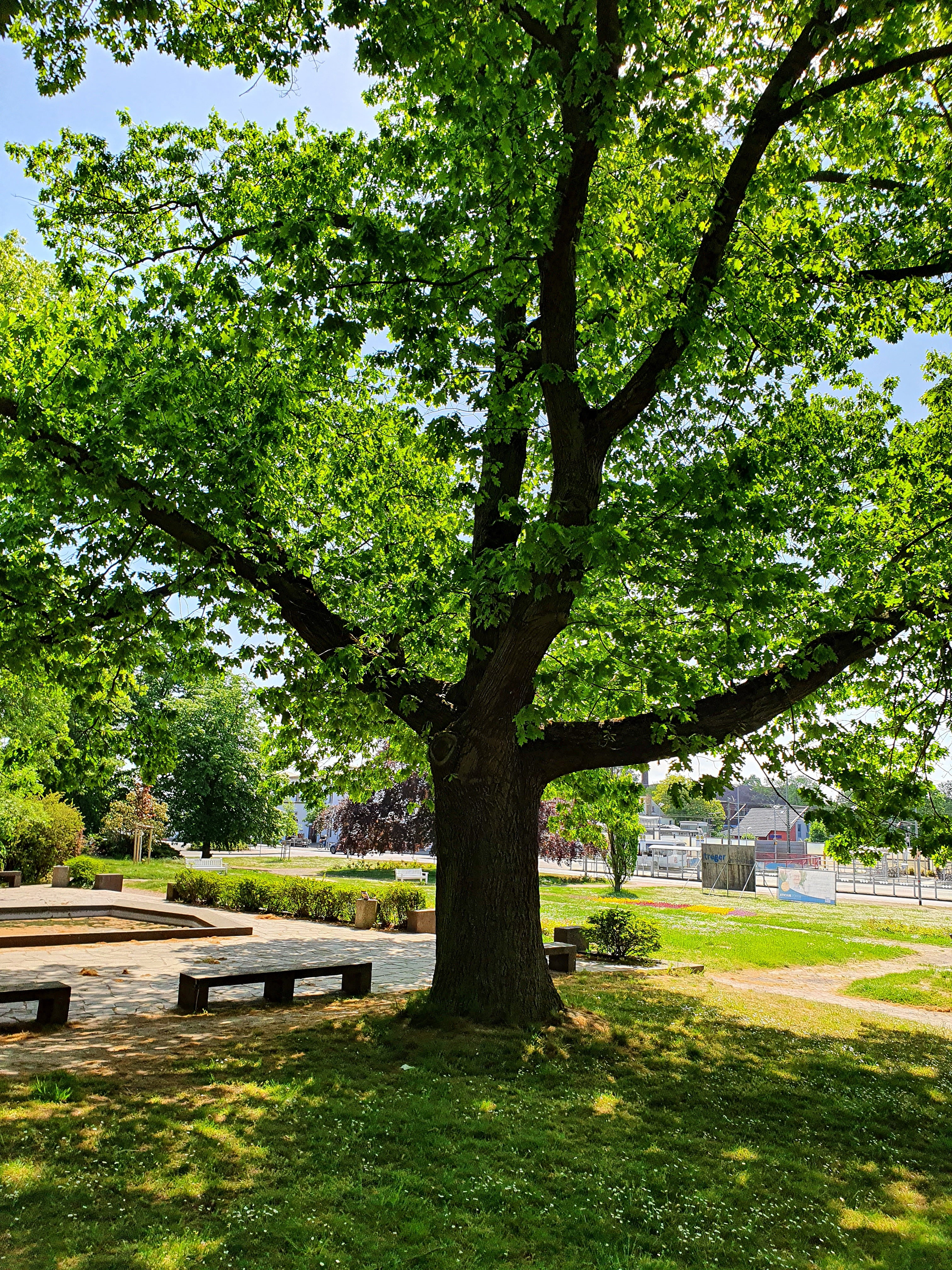
Eiche am Gefallenendenkmal
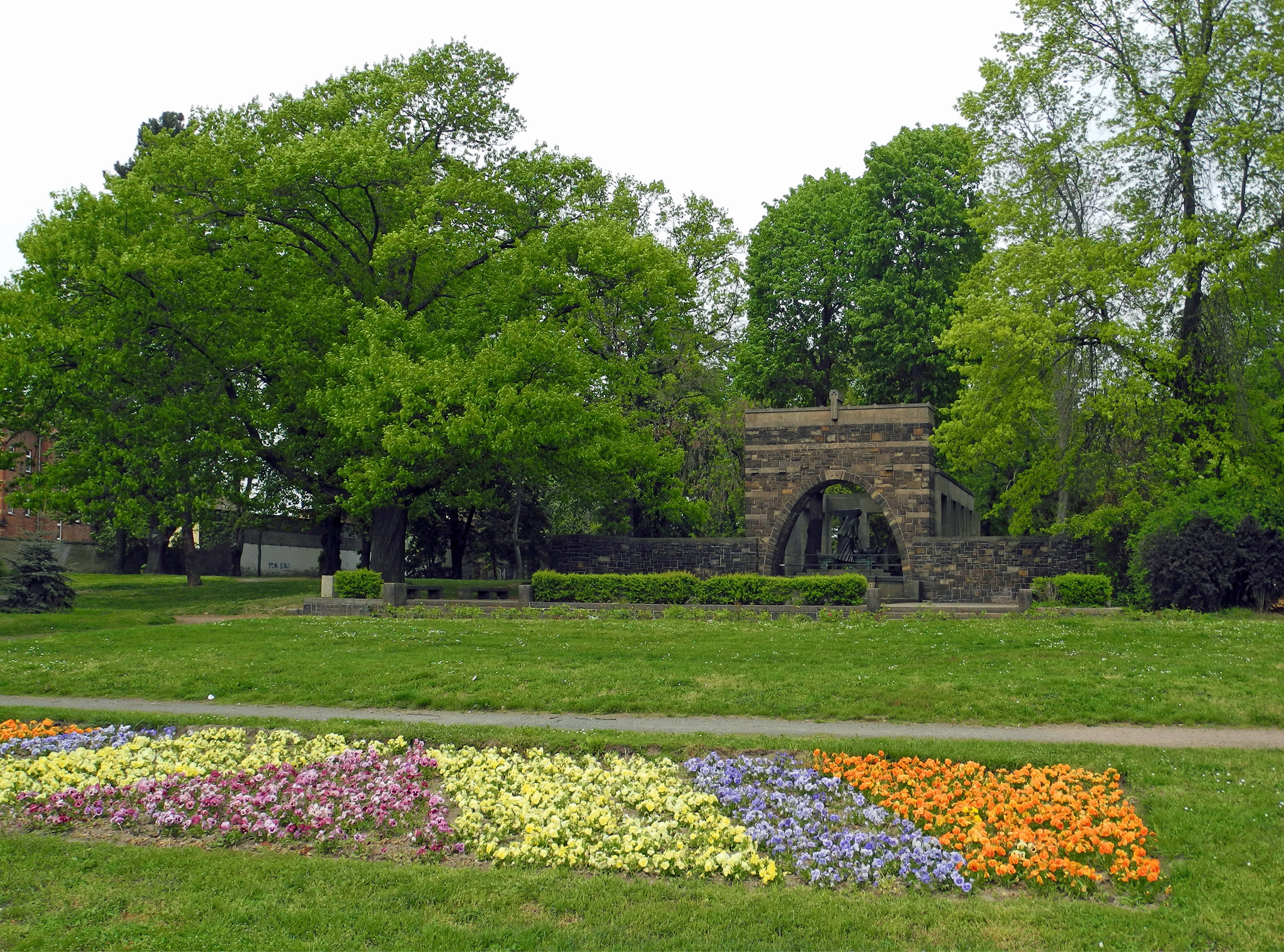
Blick auf Gefallenendenkmal
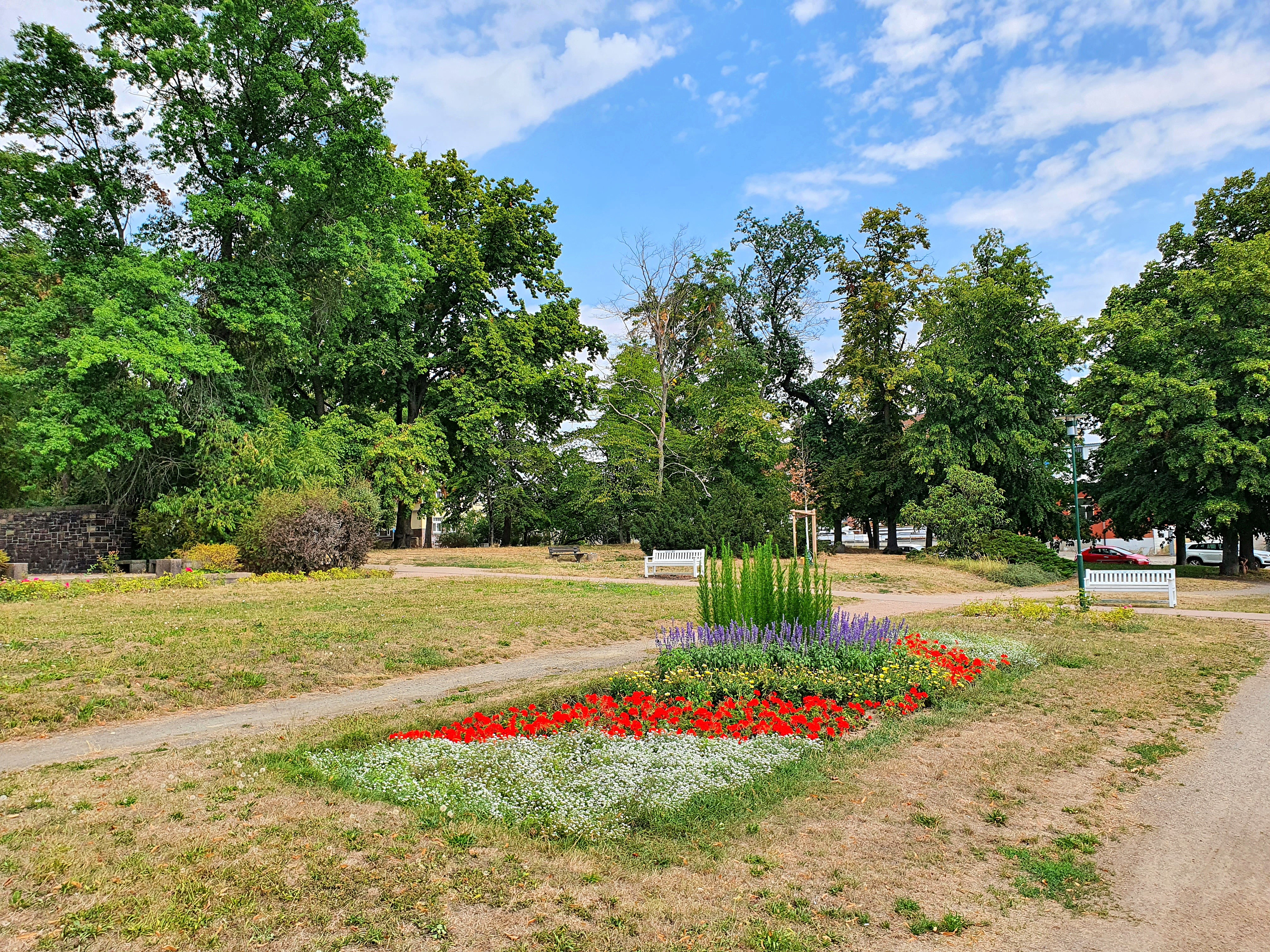
Blick auf Park
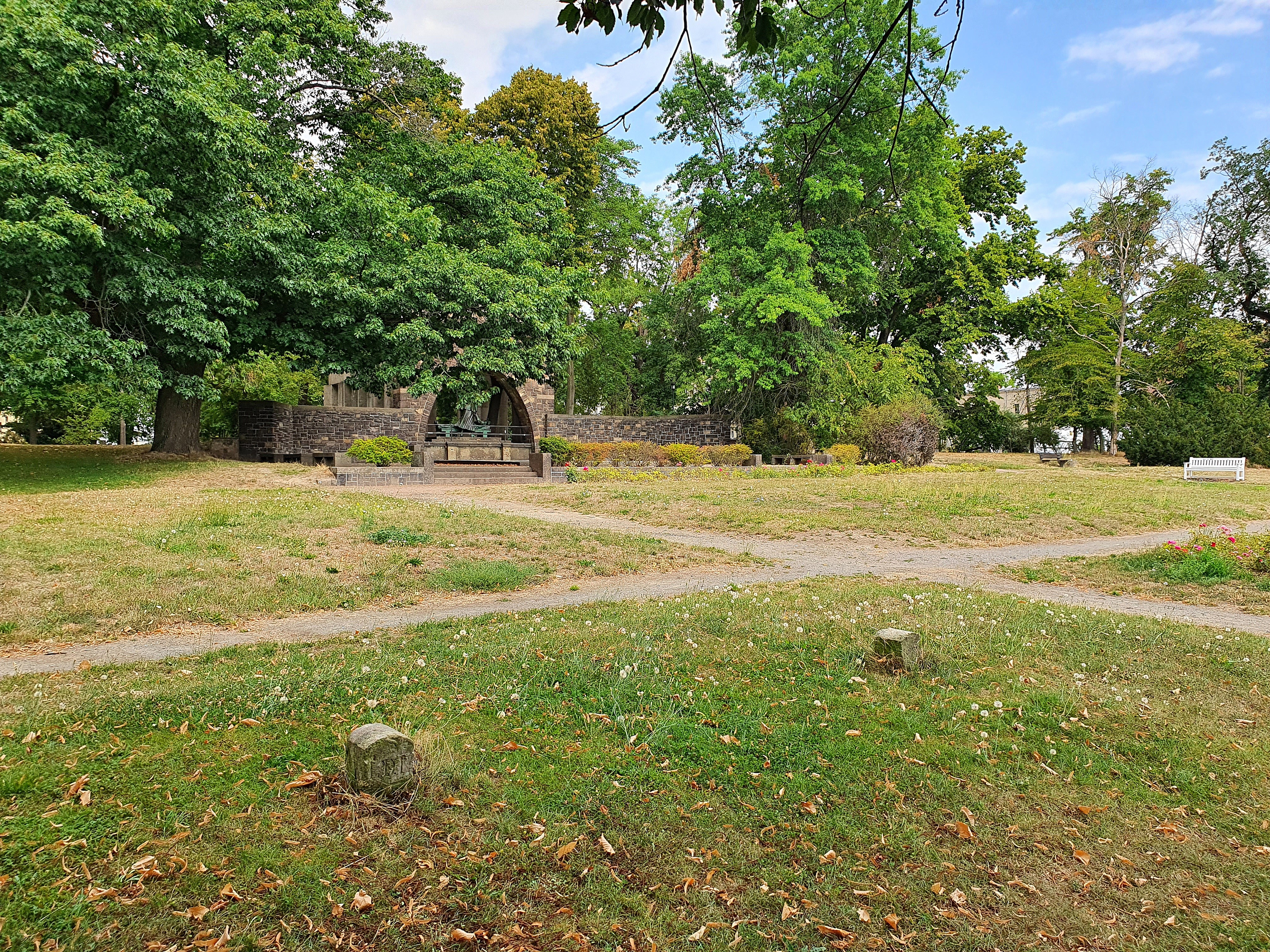
Blick auf Gefallenendenkmal
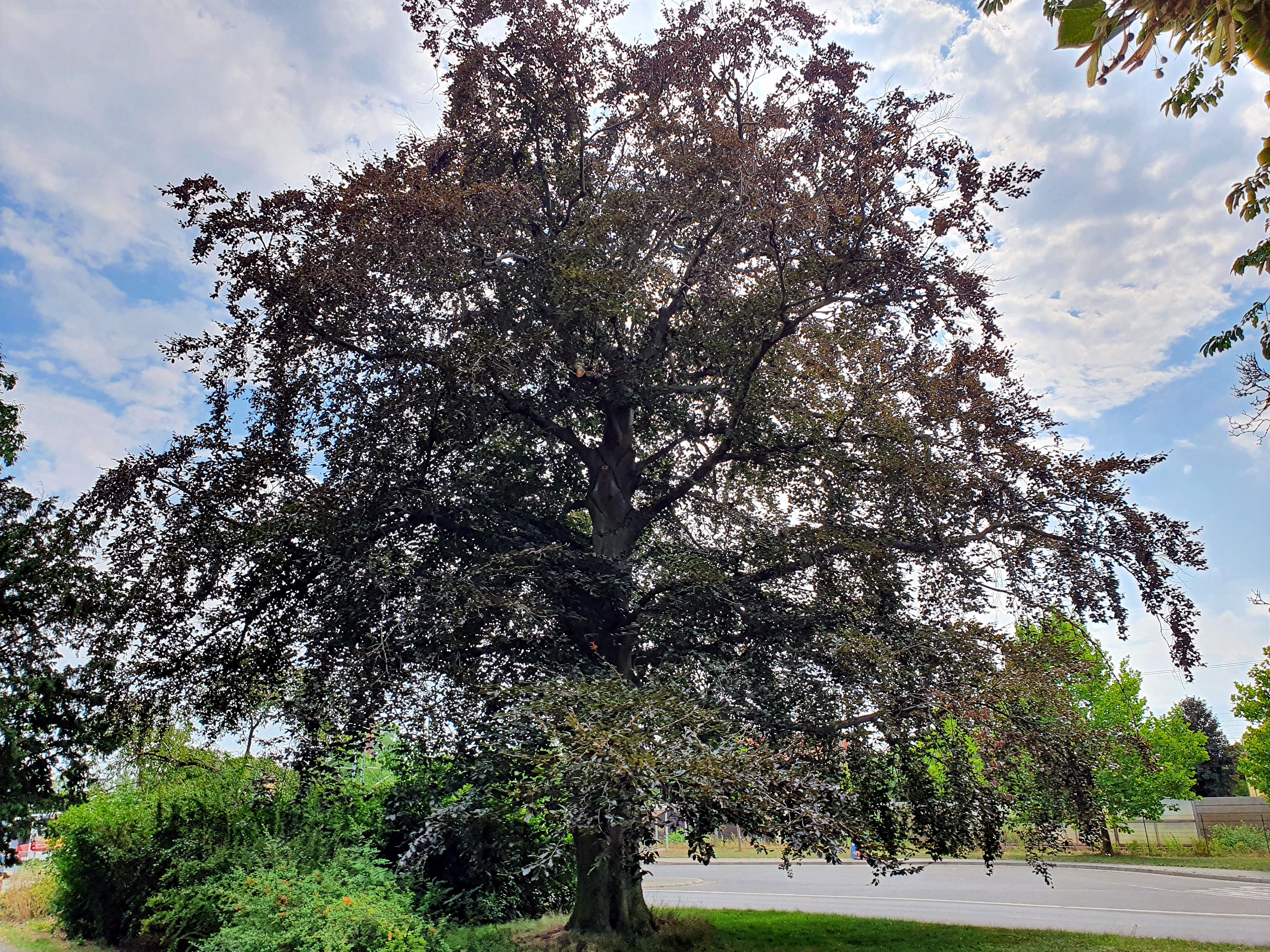
Westliche Blutbuche am Bahnhofsvorplatz

Baumansichten
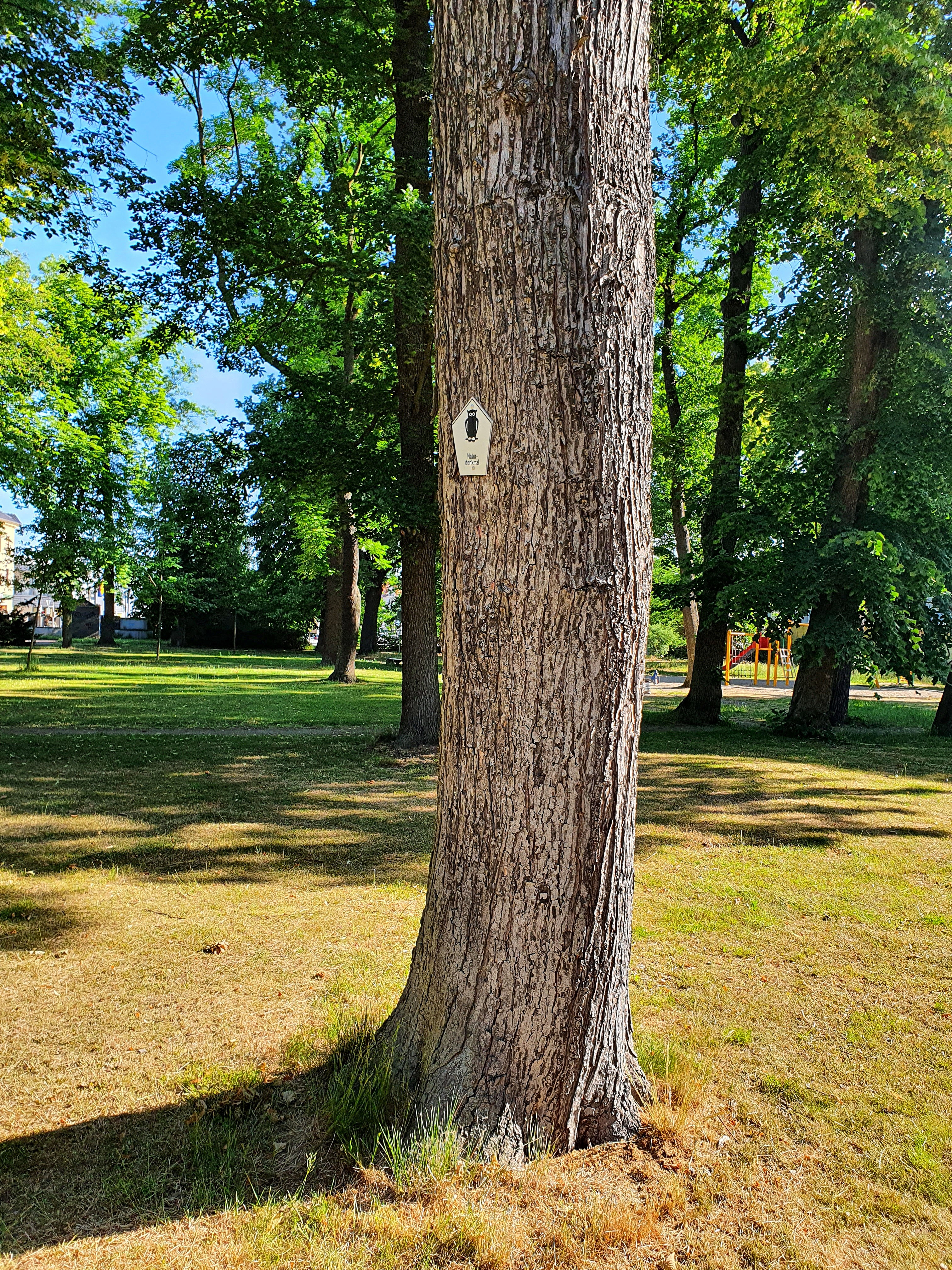
Vogelklauen-Ahorn (Nord)
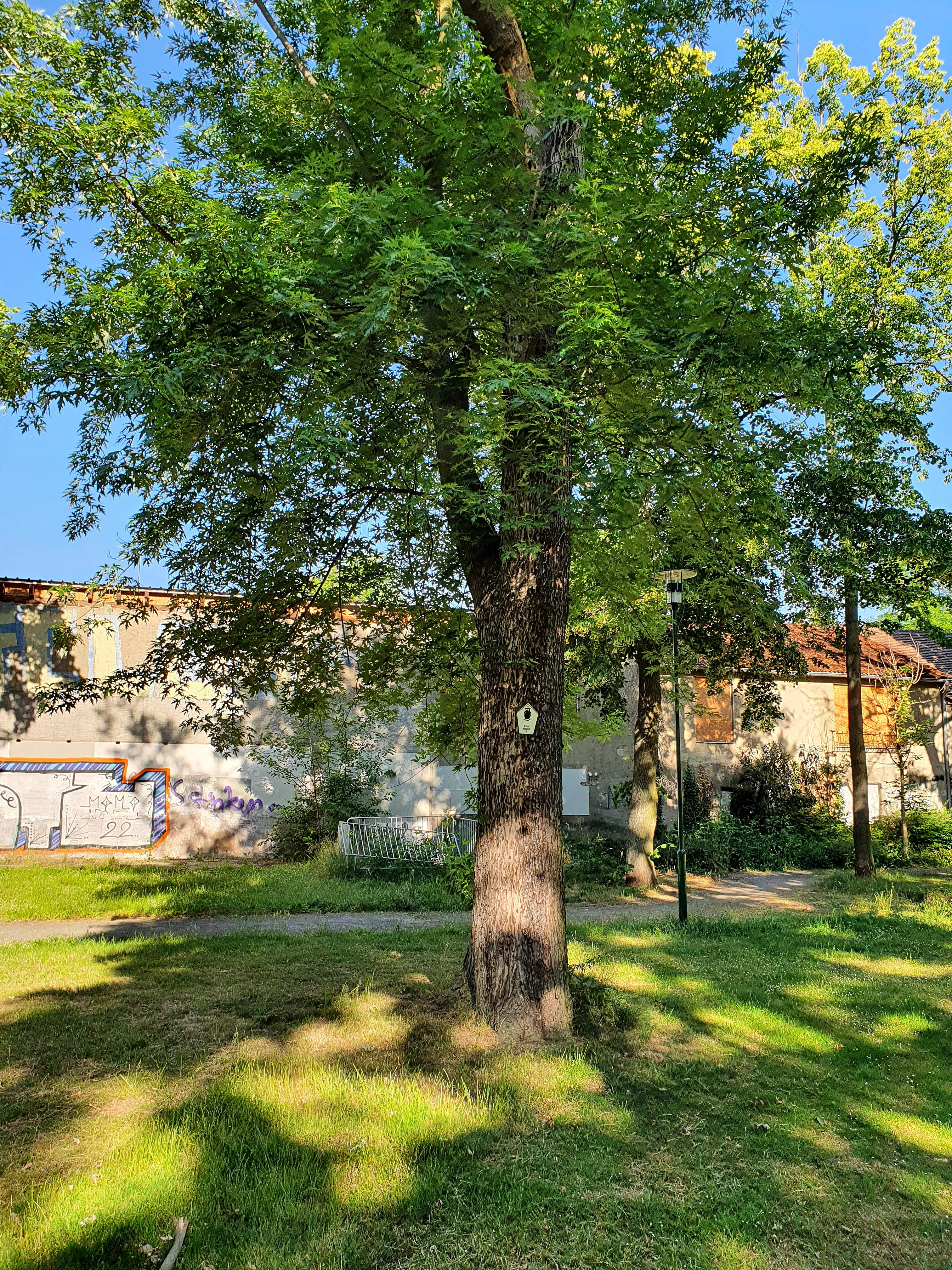
Vogelklauen-Ahorn (Süd)
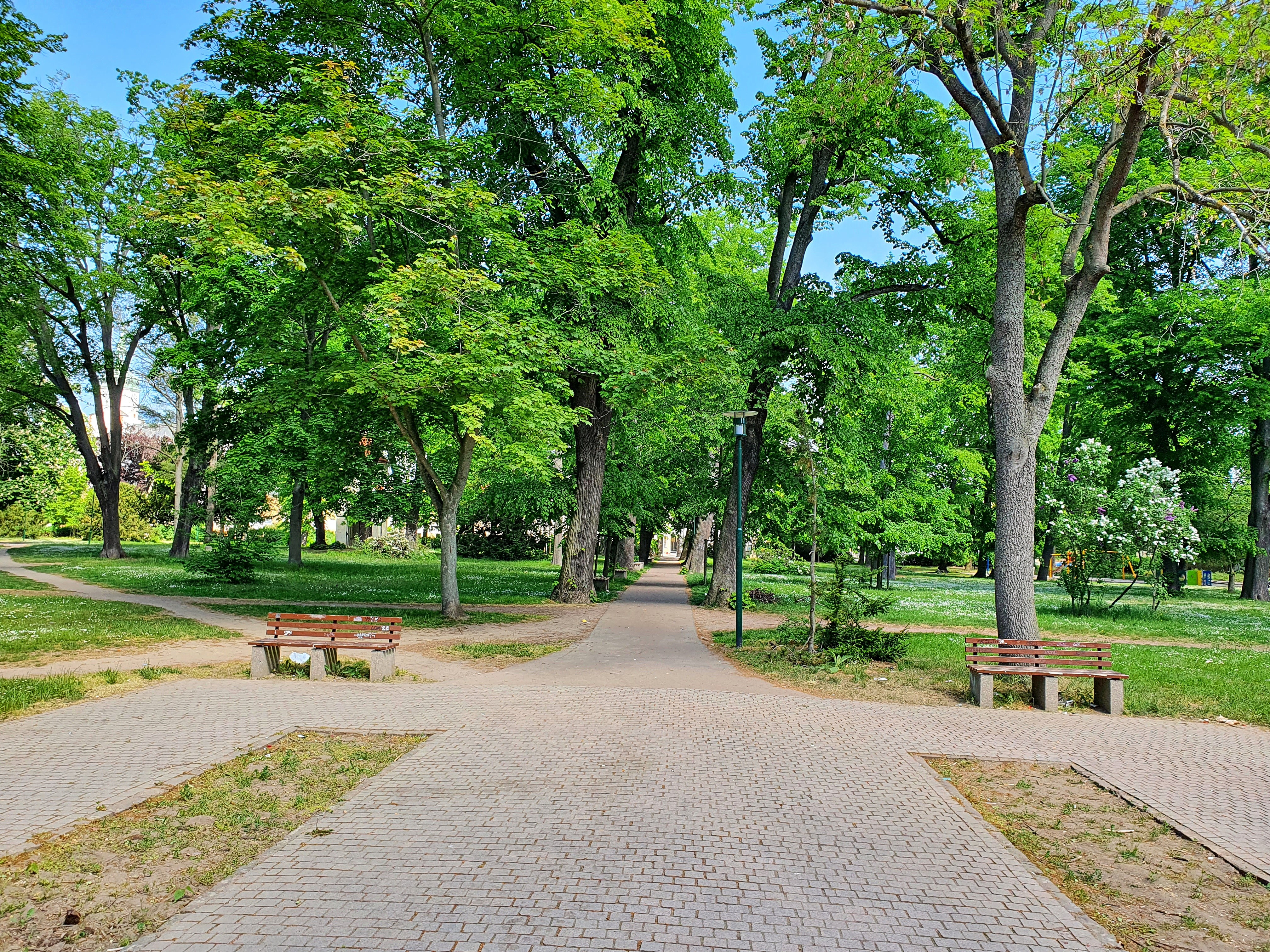
Linden-Baumallee
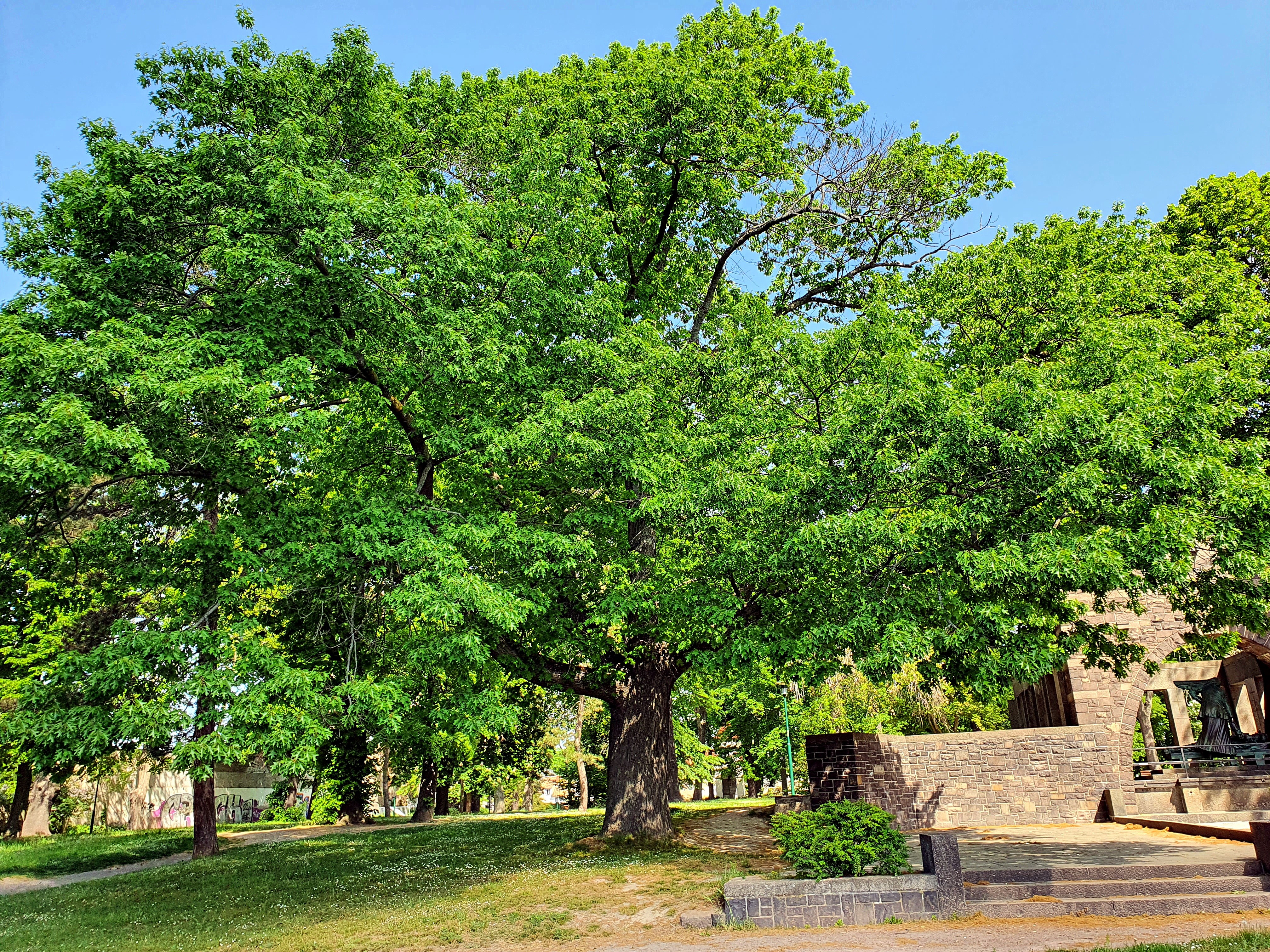
Eiche (West) am Denkmal
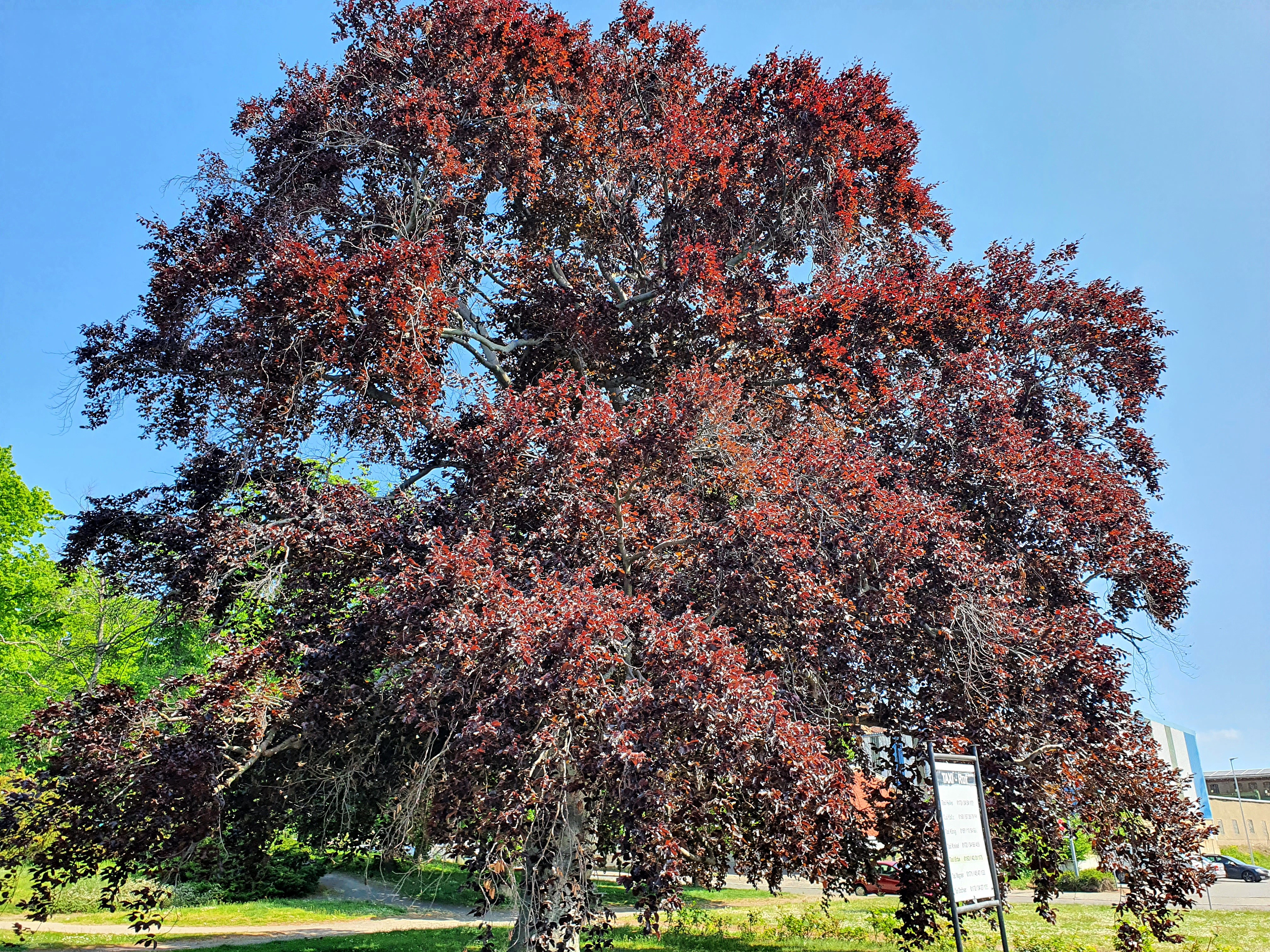
Östliche Blutbuche
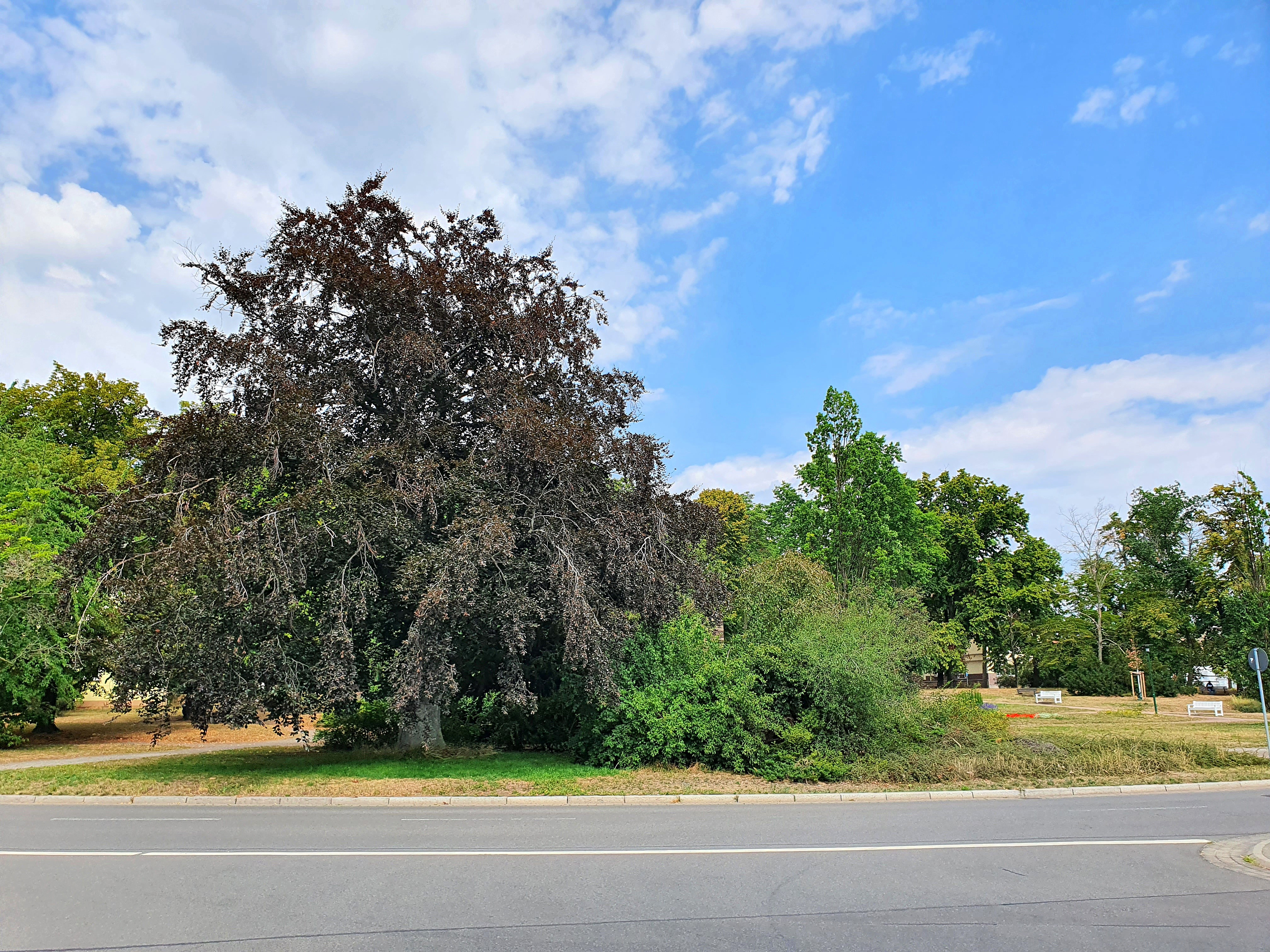
Westliche Blutbuche